# Antikes Griechenland

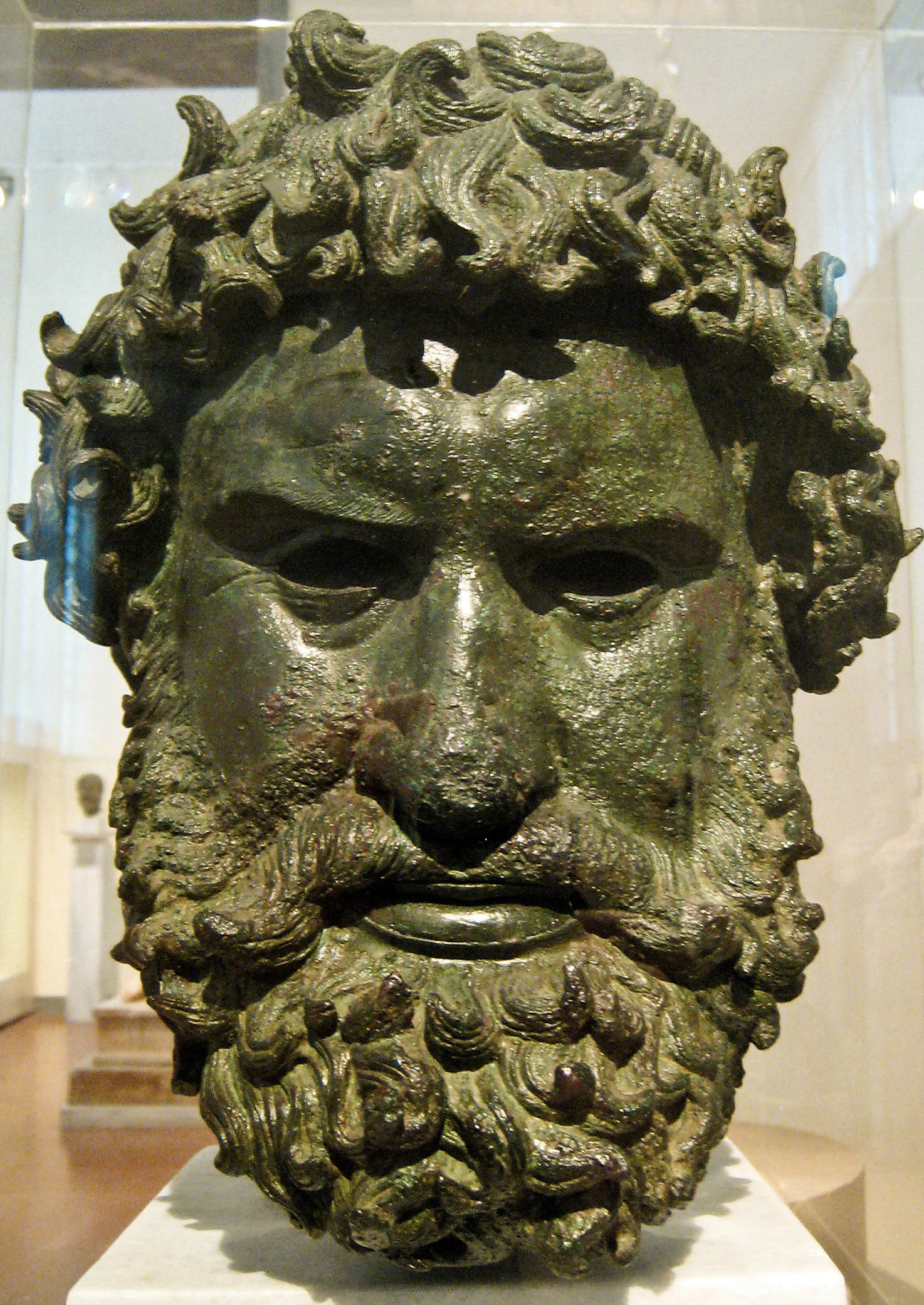
Kopf einer Siegerstatue aus Olympia

Das antike Griechenland hat die Entwicklung der europäischen Zivilisation maßgeblich mitgeprägt. Es umfasst im Kern den Zeitraum von ca. 800 v. Chr. bis zur Einbeziehung des letzten der hellenistischen Reiche 30 v. Chr. ins Römische Reich. Kulturgeschichtlich wirkten diverse Erscheinungsformen, Entwicklungen und Hervorbringungen aber weit darüber hinaus und teils bis in die Gegenwart nach. Die antike griechische Geschichte wird dabei traditionell unterteilt in die drei Epochen Archaik, Klassik und Hellenismus.
Die archaische Epoche Griechenlands folgte dabei dem Zerfall der mykenischen Kultur und den sogenannten „dunklen Jahrhunderten“ (von ca. 1050 bis ca. 800 v. Chr.). Bald nach der Entstehung des griechischen Alphabets wurden bereits grundlegende Werke der abendländischen Dichtkunst, wie vor allem die Ilias und die Odyssee, schriftlich festgehalten. Im Zeitraum von 800 bis 500 v. Chr. etablierte sich die Polis als Staatsform, und es kam zur Gründung vieler griechischer Kolonien im Mittelmeerraum und am Schwarzen Meer. In der Archaik entstanden zudem erste Formen friedlichen sportlichen Wettstreits für alle Hellenen, wie die Olympischen Spiele.
In der folgenden klassischen Periode (ca. 480–336 v. Chr.), die unter anderem die Selbstbehauptung der Griechen in den Perserkriegen sowie die Entwicklung und Ausgestaltung der attischen Demokratie, aber auch zerstörerische Kriege griechischer Poleis untereinander wie den Peloponnesischen Krieg beinhaltete, kam es verschiedentlich zu einer politischen, wirtschaftlichen und kulturellen Entfaltung, die ihresgleichen in vormodernen Zeiten sucht und die ein Fundament für das Abendland legte. Prägend war dabei vor allem Athen, das im Mittelpunkt der schriftlichen Überlieferung zu dieser Zeit steht. Zu den exemplarischen Leistungen der antiken griechischen Kultur zählen:
- architektonische Monumente wie auf der Athener Akropolis,
- bedeutende Skulpturen, die zeitübergreifend Maßstäbe setzten,
- Blüte der Philosophie, deren bedeutendste Vertreter Platon und Aristoteles in dieser Zeit wirkten
- fundamentale und überdauernde Begriffsbildung auch im Bereich Politik, wie zum Beispiel Demokratie, Aristokratie oder Oligarchie,
- die Entstehung des Dramas, namentlich der Werke von Sophokles, Aischylos, Euripides und Aristophanes,
- die Begründung der abendländischen Geschichtsschreibung durch Herodot und Thukydides mit bedeutender Nachwirkung,
- maßgebliche Erkenntnisse auf dem Gebiet der Mathematik und Physik.

Mit dem makedonischen König Alexander dem Großen begann die letzte Epoche der eigenständigen griechischen Geschichte, der Hellenismus (ca. 336–27 v. Chr.). Diese Zeit war durch das Ende der Sonderrolle Athens, die Gründung zahlreicher neuer Poleis und die Verbreitung griechischer Sprache und Kultur bis nach Vorderindien, durch die gegenseitige Durchdringung von östlicher und westlicher Zivilisation und Religion sowie insbesondere durch die Etablierung von Großreichen, die von makedonischen Königen beherrscht wurden, gekennzeichnet. Auch der Hellenismus brachte bedeutende intellektuelle und künstlerische Leistungen hervor; so wirkten damals Denker wie Archimedes und Eratosthenes, die bis heute wirkenden Denktraditionen der Stoa und des Epikureismus wurden begründet und monumentale Kunstwerke wie der Pergamonaltar geschaffen.
Ab 200 v. Chr. geriet der östliche Mittelmeerraum in einem gut 150 Jahre dauernden Prozess schrittweise unter römische Herrschaft und wurde schließlich Teil des Imperium Romanum, zuletzt 30 v. Chr. das Reich der Ptolemäer. 27 v. Chr. wurde der größere Teil Griechenlands zur römischen Provinz Achaea. Damit endete die politische Selbstständigkeit der griechischen Welt, kulturell war der östliche Mittelmeerraum aber bis in die endende Spätantike und teils darüber hinaus stark griechisch geprägt.

## Vorbemerkungen
Die folgenden Einteilungen des antiken Griechenlands folgen geltenden Konventionen, die sich wissenschaftsgeschichtlich entwickelt haben. In der deutschsprachigen Alten Geschichte prägten Helmut Berve (1931) und Alfred Heuß (1946) den Blick auf den frühesten Abschnitt griechischer Geschichte als archaische Zeit. Raimund Schulz und Uwe Walter (2022) arbeiten in ihrem Handbuch zur griechischen Geschichte noch mit der konventionellen Einteilung in archaische und klassische Zeit, schlagen jedoch auch neue Zäsuren vor, indem sie – orientiert an Alfred Heuß – über den Zeitraum von um 550 bis 400 v. Chr. als „Die Griechen machen große Politik“ sprechen. Die Perspektive unserer antiken Quellen legt die gängige Epocheneinteilung einerseits nahe; andererseits funktioniert die Epocheneinteilung – durch die Zielsetzung des jeweiligen antiken Geschichtswerkes und der damit einhergehenden Verengung – insbesondere für die bedeutenden griechischen Akteure des Ägäisraumes und nicht zwangsläufig für die Griechen im westlichen Mittelmeerraum oder im Schwarzmeergebiet sowie weniger bedeutende griechische Städte und Gemeinschaften.

## Griechenland in der archaischen Zeit (ca. 800–500 v. Chr.)

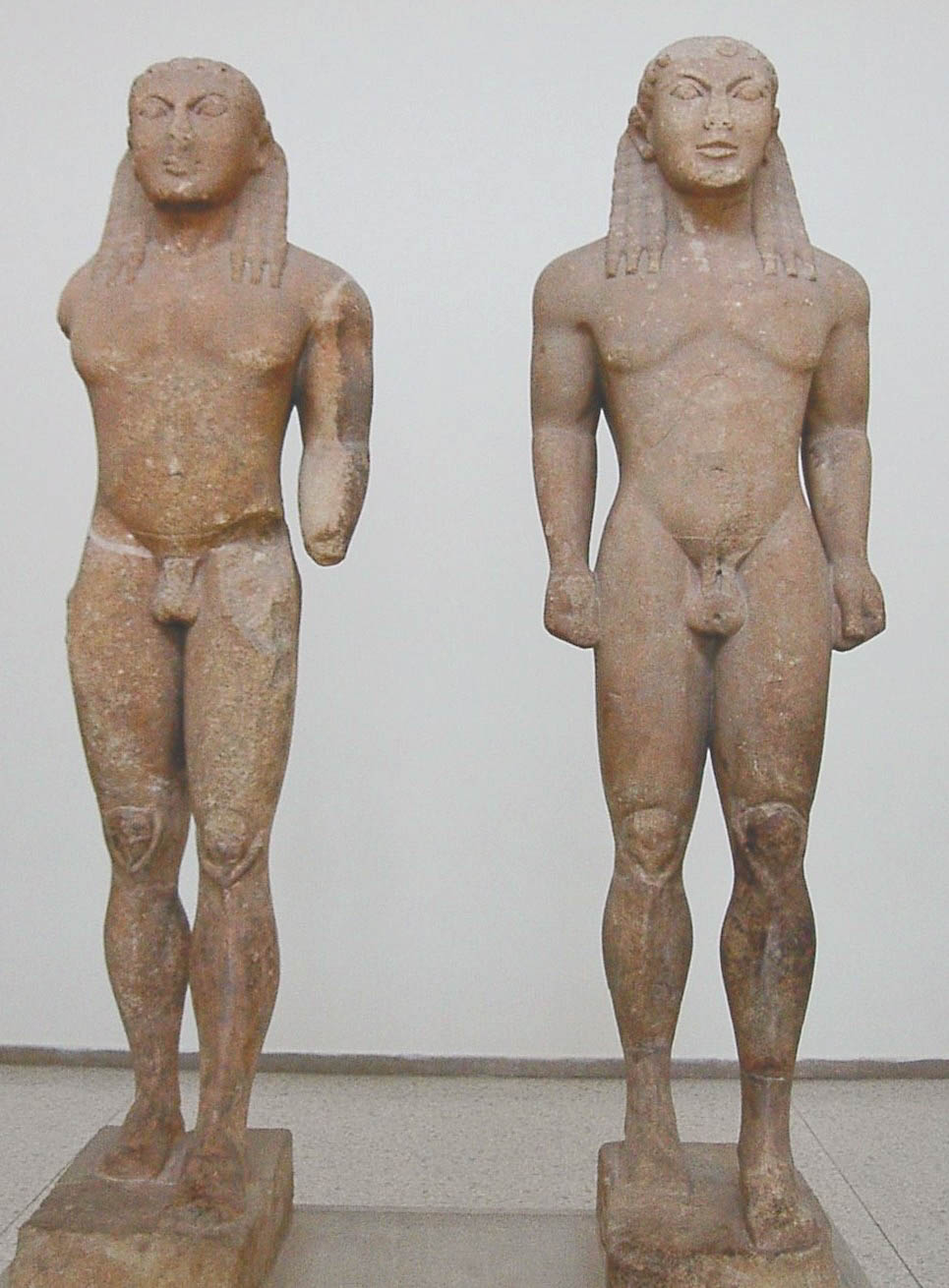
Statuen des Kleobis und Biton, Weihegeschenk der Argiver in Delphi

In der archaischen Epoche entwickelten die Alten Griechen mit der Polis einen spezifischen Staatsverband oder Stadtstaat, der zu ihrer typischen politisch-sozialen Organisationsform werden sollte. Zudem bildeten sie ihr eigenes Alphabet samt Schriftkultur aus, wurden zu Kolonisten an weiten Küstenstreifen von Mittelmeer und Schwarzem Meer und leiteten den Übergang von der Natural- zur Geldwirtschaft ein. Sie führten in diesem Zeitraum zu Lande wie auf dem Wasser neue Kriegstechnik ein und begründeten eine viele Wissensbereiche umfassende Literatur.
Ab 700 v. Chr. verstärkte sich der Einfluss orientalischer Elemente auf die Griechische Kunst, wobei zunächst Städte auf Euböa, bald darauf das mächtige Korinth eine wichtige Vermittlerrolle spielten. In dem sich weitenden Horizont des archaischen Griechenland entstand schließlich auch die ionische Philosophie. Zu ihren herausragenden Vertretern zählen u. a. der Naturphilosoph Thales von Milet, der Mathematiker Pythagoras von Samos und der Dialektiker Heraklit von Ephesos.

### Die Polis
In der jüngeren Forschung werden die Anfänge der Polis-Organisation hauptsächlich für das 8. Jahrhundert v. Chr. debattiert; vereinzelt werden frühere Wurzeln reflektiert. In der ursprünglichen Bedeutung stand Polis für die Burg als Zentrum der jeweiligen Siedlungsgemeinschaft, dann auch für umliegende besiedelte Flächen innerhalb und außerhalb der Stadtmauern, soweit vorhanden. Wirtschaftliches und politisches Zentrum der Polis war der Marktplatz, die Agora. Hier übten die versammelten Vollbürger ihre politischen Rechte aus. Das Ausmaß an Mitbestimmung und Machtteilhabe der Politen variierte allerdings unter den verschiedenen Poleis. Der Adel, der zunächst noch kein Geburtsadel war, gewann an Einfluss; dadurch bedingt wurde die Königsherrschaft immer mehr zurückgedrängt und verschwand größtenteils.
Kernkriterium für die Zugehörigkeit zu dem Personenverband, der die Polis bildete – „Die Männer, nicht die Mauern machen die Stadt aus“, hieß es bei Aristoteles – war individueller Landbesitz: Die Poleis waren Ackerbürgerstädte überschaubarer Größe; die Anzahl der wehrfähigen Männer lag meist zwischen 500 und 1500. Oft hatten Poleis nur ein eng begrenztes Umland (Chora). Große Poleis mit weitläufiger Chora wie Athen und Sparta waren die Ausnahme.
Mit der Zeit wurde die Polis zur vorherrschenden Staatsform im antiken Griechenland (außer in Teilen Nordgriechenlands und in manchen Regionen der Peloponnes). Trotz häufiger Kleinräumigkeit und geringer militärischer Stärke legten die einzelnen Poleis Wert auf ihre Freiheit, die sie mit Selbstgenügsamkeit und Autarkie verbanden. Bedroht waren diese Errungenschaften aber nicht nur durch äußere Machtkämpfe, sondern auch durch gewaltsame innere Auseinandersetzungen (Staseis). Die intern nach Besitz und Wehrkraft abgestuften Rechte der Bürger bestimmten die jeweilige Verfassung; Strafrecht und Privatrecht gründeten sich auf vom Volk beschlossene oder von beauftragten Gesetzgebern erlassene Gesetze. Allgemein verbreitete Polis-Institutionen waren die Heeres- oder Volksversammlung, ein der Volksversammlung Vorschläge unterbreitender Rat sowie auf Zeit gewählte Amtsträger für bestimmte Aufgabenbereiche.
Nicht zuletzt bildete jede Polis auch eine gesonderte Schwur- und Kultgemeinschaft mit eigener bevorzugter Schutzgottheit, der zu Ehren man regelmäßig für Opfer und Feste zusammenkam. Die zentralen Kultstätten dienten auch als Sammelplatz und als Verwahrorte von Vermögenswerten, die zu rauben als schwerster Frevel bestraft wurde.

### Große Kolonisation
Bereits Ende des 2. Jahrtausends v. Chr. sollen Griechen an Orte an der kleinasiatischen Küste übergesiedelt sein. Im Zeitraum von ca. 750–550 v. Chr. kam es dann zur Großen Kolonisation, in deren Verlauf in den Küstenbereichen des Mittelmeers und des Schwarzen Meers eine Vielzahl von Apoikien (Tochterstädten) gegründet wurden.
Als Gründe dafür, dass sich Siedler aus einer Reihe von Poleis unter der Leitung eines Oikistes mit Schiffen auf den Weg zu einer Neuansiedlung weit entfernt von der Mutterstadt machten, werden steigende Bevölkerungszahlen in den oft kleinräumigen Poleis erwogen, die zu Nahrungsmittelknappheit geführt haben könnten. Auch in wohlhabenderen Familien stellte sich bei Landknappheit und Erbteilung das Problem, dass der aufzuteilende Grund für mehrere Söhne keine allen genügende Existenzgrundlage bot. Als alleiniges Motiv ist Landnot jedoch nicht anzusehen. So waren auch Handwerker unter den Aussiedlern; und es mochten teils auch Handelsinteressen eine Rolle spielen, beispielsweise bei der Erschließung der Seewege an der Ostküste der Adria, wo Eretria und Korinth als Mutterstädte (Metropoleis) fungierten.

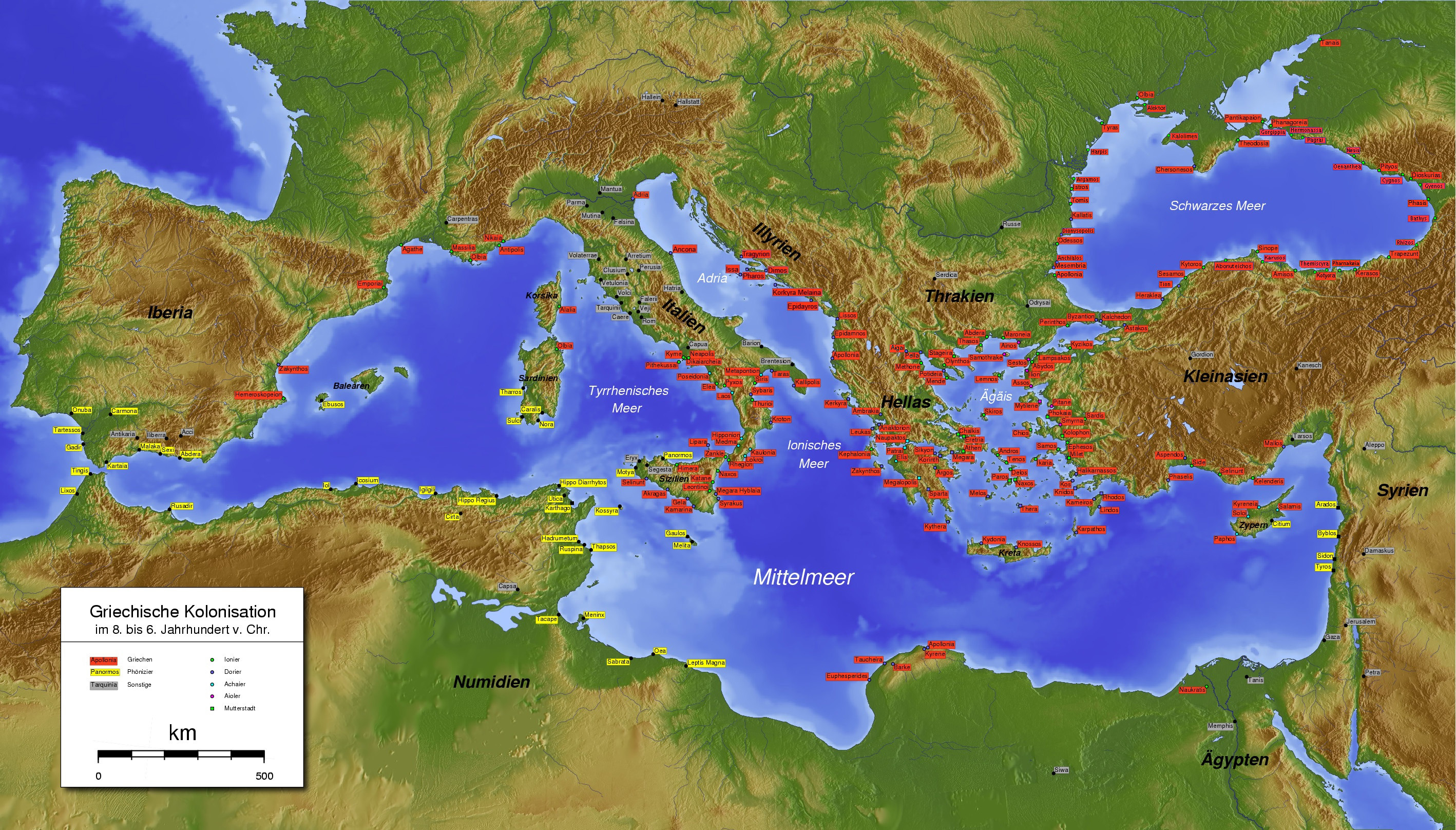
Die griechische und phönikische Kolonisation

An der Gründung einer Apoikie waren anfangs selten mehr als 200 Menschen beteiligt. Gesucht waren Örtlichkeiten, die bebaubares Ackerland boten und die bei der Ansiedlung kaum Widerstand von Einheimischen erwarten ließen. Die Landaufteilung oblag dem das gesamte Kolonisationsunternehmen leitenden Oikisten, der auf vergleichbare Größe und Qualität der Feldstücke zu achten hatte. Nach der Verlosung an die Fahrtbeteiligten galt die neue Eigentumsordnung als dauerhaft fixiert. Die Apoikien waren von den Mutterstädten, aus denen die Kolonisten stammten, von vornherein unabhängig, übernahmen aber die Organisationsstruktur und die kultischen Gepflogenheiten ihrer jeweiligen Metropolen, sodass kulturelle und Herkunftsbindungen auf Dauer erhalten blieben.
Etwa 200 bis 230 griechische Neugründungen mögen in archaischer Zeit entstanden sein, teils wiederum als Apoikien, die aus bereits bestehenden Kolonien angelegt wurden. Aus manchen von ihnen wurden bedeutende Städte mit großer Bevölkerung. Akragas dürfte im 5. Jahrhundert v. Chr. etwa 80.000 Einwohner gehabt haben, Sybaris sogar weit mehr als 100.000. Als die Kolonisationsfahrten endeten, da womöglich alle günstigen Küstenlagen besetzt waren, hatte sich die Polis als stadtstaatliches Organisationsprinzip über die ursprünglichen Kernräume griechischer Besiedlung weit ausgreifend verbreitet. Am Ende des 7. Jahrhunderts saßen nach einem Bild Platons die Griechen um das Mittelmeer „wie die Frösche um den Teich“.

### Spartas Sonderstellung auf der Peloponnes
Im Vergleich zu anderen Poleis wies Sparta bereits in archaischer Zeit eine Reihe von Besonderheiten auf, die die Spartiaten aus ihrer dorischen Stammestradition beibehielten: die gemeinsamen Mahlzeiten aller grundbesitzenden und wehrfähigen Bürger; die Jugenderziehung nicht im Elternhaus, sondern in Gemeinschaftseinrichtungen; die monarchische Spitze in der allerdings ungewöhnlichen Form des kollegialen Doppelkönigtums, dem das militärische Aufgebot und die Kriegführung oblag. Den Lebensunterhalt der ganz auf ihr Gemeinschaftsleben und ihr militärisches Dasein ausgerichteten Spartiaten sicherten die von ihnen in Lakonien und Messenien unterworfenen Heloten nichtdorischer Herkunft.
Nach dem Sieg der Spartiaten im Zweiten Messenischen Krieg, der die gebündelte Schlagkraft der Hoplitenphalanx gegenüber dem Heldentum von Vorkämpfern zur Geltung gebracht hatte, nahm die spartanische Ordnung in sozialer und politischer Hinsicht dauerhafte Gestalt an. Als einflussreichste griechische Militärmacht wird Sparta in den Quellen um die Mitte des 6. Jahrhunderts v. Chr. erkennbar. Höchste Anerkennung als „Beschützer und Anwalt Griechenlands“ wurde den Spartanern (Lakedaimoniern) in der Folge zuteil.
Beim Kampf um die Vormachtstellung auf der Peloponnes stellte sich Sparta hauptsächlich Argos anhaltend in den Weg. Die Argiver entscheidend zu besiegen, gelang den Lakedaimoniern trotz mehrerer Kriege nicht. Schließlich verlegten sie sich darauf, Argos durch eine militärische Bündnispolitik zu isolieren und damit als Machtrivalen zu schwächen. Zuerst mit Tegea und danach mit weiteren peloponnesischen Poleis schloss Sparta Verträge, die die Zusicherung enthielten, die gleichen Freunde und Feinde zu haben und einander im Fall von Angriffen militärisch zu unterstützen. „Die Lakedaimonier und ihre Mitkämpfer“ nannten die Zeitgenossen den so entstandenen Peloponnesischen Bund.

### Tyrannis
Zu einer markanten Form der Alleinherrschaft in manchen griechischen Poleis der archaischen Zeit kam es zwischen der Mitte des 7. Jahrhunderts v. Chr. und den Perserkriegen. Jeweils nur in lokalem oder regionalem Rahmen und unter diversen Voraussetzungen eingeführt, war die Tyrannis für diese Epoche des antiken Griechenlands jedoch nicht im Ganzen prägend.  Der Begriff Tyrannis für einen Herrn oder Herrscher war in der Archaik – anders als seit dem 5. Jahrhundert v. Chr. – noch nicht negativ besetzt. Bis in die klassische Zeit war es für viele Griechen gar nicht ausgemacht, dass die Tyrannenherrschaft eines Adelssprösslings sich nachteiliger darstellte als das Regime einer Adelsclique oder gar als die Machtkämpfe von Adelsgeschlechtern untereinander und zu Lasten des Polisverbands. Zum Entstehungsumfeld tyrannischer Regime gehörten Krisen, die einige Poleis in der zweiten Hälfte des 7. Jahrhunderts, andere in der ersten Hälfte des sechsten Jahrhunderts v. Chr. durchmachten. Sie waren bedingt durch hemmungslose Bereicherung von Adelsgeschlechtern unter Missachtung von Regeln und Gerechtigkeitsempfinden sowie durch die daraus resultierenden Konflikte und Gegnerschaften, die der Stasis Vorschub leisteten, der Entzweiung und dem Bürgerkrieg.
Bekanntere Tyrannenherrschaften in der archaischen Epoche gab es zunächst in Korinth, wo die Kypseliden um 660 v. Chr. die Macht übernahmen, sowie in Sikyon (Kleisthenes von Sikyon), in Athen (Peisistratiden-Tyrannis) und auf Samos (Polykrates). Auf die Machtusurpation durch den Tyrannen folgte meist die Verbannung seiner adligen Gegner oder Rivalen, oft verbunden mit der Enteignung und Verteilung von deren Gütern an Landlose. Leibwachen und Söldner sowie mitunter Bündnisse mit anderen Tyrannen oder Poleis dienten der Machtabsicherung. Ihre Herrschaft nutzten die Tyrannen zur Mehrung des eigenen Reichtums und Ansehens. Als Mittel zur Stützung ihrer Machtstellung kombinierten sie wahlweise die Stärkung der bedrohten Bauernschaft, die Zentralisierung der Rechtsprechung, den Bau von Tempeln, Häfen und Wasserleitungen und die Ausgestaltung von Polis-Heiligtümern und kultischen Festumzügen.
Außenpolitische Ambitionen in Form von territorialen Eroberungen entwickelten die Tyrannen, von einzelnen Koloniegründungen abgesehen, kaum. Mehr mochte auch die Polisstruktur weder militärisch noch finanziell hergeben. Folglich strebten die Tyrannen „kein Imperium an, waren nur Aristokraten, welche in ihrer Stadt die Möglichkeiten ihrer Schicht allein genießen wollten, ganz egoistisch, stark unter agonalen Gesichtspunkten.“ Eine rechtliche Fixierung der Tyrannis, falls es Anläufe dazu überhaupt gegeben haben sollte, ist nirgends überliefert. Auch deshalb dürfte sie die Nachfolgegeneration des jeweiligen Initiators nur selten überstanden haben. „Zu heftig war der Widerstand der von der Macht verdrängten adligen Familien, und zu unbeugsam artikulierte sich der Freiheitswille der übrigen Bevölkerung, die die Willkür des tyrannischen Systems nach der Beseitigung einer akuten Bedrohung ebenso ablehnte wie den Bruch mit der Tradition, in die sich der Tyrann nicht einordnen konnte.“

### Gemeinschaftsstiftende Faktoren
Die antike griechische Welt kannte kein den neuzeitlichen Erscheinungsformen entsprechendes „Nationalbewusstsein“, wie auch die griechische Kolonisation nicht auf eine zentral gesteuerte Ausweitung des griechischen Herrschaftsgebiets zielte. Jede Polis, mochte sie noch so klein sein, wachte streng über die eigene Autonomie und war nicht bereit, diese freiwillig aufzugeben. Dadurch bedingt war der Krieg im antiken Griechenland eher der Normalzustand (siehe die Kämpfe zwischen Sparta und Argos oder zwischen Athen und Ägina).
Während der frühen Formierungsprozesse der Poleis wiesen diese in ihren Führungs- und Sozialstrukturen kaum Unterschiede auf. Die Entwicklung eines institutionellen Gefüges in einigen Zentren politischer Vereinigungen jedoch fand bei zunehmender Kommunikation in der näheren und weiteren Umgebung Nachahmung und Verbreitung in der Institutionalisierung öffentlicher Organe zur Gewährleistung von Ordnung und Sicherheit. Daraus ergaben sich zudem bessere Voraussetzungen für die Durchführung von Gemeinschaftsaktionen. Ebenfalls gemeinschaftsbildend waren nicht nur übereinstimmende Bräuche, sondern war auch ein Zusammengehörigkeitsgefühl im Rahmen bestimmter Sprachdialekte, etwa bei Dorern und Ioniern. Im Zuge der griechischen Kolonisation wuchs angesichts der unterschiedlichen nichtgriechischen Nachbarn in den Apoikien das Bewusstsein und womöglich die Pflege griechischer Eigenart. Zu dieser Zeit kam die gemeinsame Eigenbezeichnung der Griechen als „Hellenen“ auf. Ein engeres Gemeinschaftsgefühl, das auch politisch zum Ausdruck kam, entwickelte sich erst im Zuge der Perserkriege.
Von elementarer Bedeutung für den kulturellen Zusammenhalt und das Selbstverständnis der Griechen bereits in archaischer Zeit waren die homerischen Epen, die Ilias und die (etwas später entstandene) Odyssee, die wohl um 700 v. Chr. in schriftlicher Form niedergelegt wurden. Zu dem nachhaltig wirksamen Schrifttum der Archaik gehörten auch die für Mythologie und Weltanschauung bedeutsamen Dichtungen des Hesiod. Diese Werke bildeten in der Folgezeit einen wichtigen Kanon der antiken griechischen Kultur. Auf den aus den homerischen Epen bekannten Götterkanon bezogen sich in archaischer Zeit auch die ersten Tempelbauten. Die antiken griechischen Poleis waren stark religiös geprägt. Zwar handelte es sich um keine Buchreligion – die Religion wurde durch Mythen und Heroengeschichten bestimmt –, doch wurden fast alle öffentlichen und privaten Handlungen von Anrufungen an die Götter begleitet.
Großereignisse, zu denen Griechen aus den verschiedenen Poleis zusammenströmten und bei denen sie ihr Zusammengehörigkeitsbewusstsein zum Ausdruck brachten, gab es vor allem in Gestalt der Panhellenischen Spiele, deren berühmteste die Olympischen Spiele waren. Hieran nahmen beispielsweise auch Griechen aus Unteritalien teil. Von ähnlicher panhellenischer Bedeutung war außerdem das Orakel von Delphi.
In der Landwirtschaft wurden die anfangs dominierenden Getreidesorte Emmer und Einkorn während der Archaik weitgehend durch die Gerste verdrängt. Ebenfalls in dieser Epoche trat der Granatapfel als neues Obst auf.

## Griechenland in klassischer Zeit (um 500–336/323 v. Chr.)
Die ursprünglich aus der kunst- und architekturgeschichtlichen Betrachtung hervorgegangene Epochenbezeichnung Klassik im Rahmen der griechischen Antike bezog sich im Kern auf das Erscheinungsbild Athens zur Zeit der entwickelten Attischen Demokratie im 5. Jahrhundert v. Chr. Sie zielte unter anderem auf die Akropolis-Bauten, auf die Bildhauerkunst des Phidias und auf die Tragödiendichter Aischylos, Sophokles und Euripides, denen bereits ihr Zeitgenosse Aristophanes eine überragende Stellung bescheinigt hatte. Die neuere althistorische Forschung bezieht jedoch auch das 4. Jahrhundert v. Chr. zumeist ein in das klassische Zeitalter Griechenlands: Das Wiederaufleben der Demokratie in Athen war von einem ungebrochenen Kultur- und Geistesleben begleitet, für das keinesfalls allein die Werke Platons und des Aristoteles stehen. Zu beachten ist, dass der größte Teil der schriftlichen Überlieferung zur Klassik aus Athen stammt, über dessen Geschichte man daher weitaus besser informiert ist als über die der übrigen Griechen, die vorwiegend aus athenischer Perspektive geschildert werden (Athenozentrismus).
Die Perserkriege und der damit verbundene siegreiche Abwehrkampf der Griechen unter Führung Spartas und Athens stärkten um 480 nicht nur das Bewusstsein der Zusammengehörigkeit unter den Hellenen, sondern stellten auch die Weichen für die Entwicklungsbedingungen Griechenlands in der klassischen Epoche. Das galt besonders für Athen, das vordem außenpolitisch kaum eine Rolle gespielt hatte, nun aber als Vormacht im eigenen Seebund einen tiefgreifenden inneren und äußeren Strukturwandel erlebte. „Binnen fünf Jahren“, heißt es bei Werner Dahlheim, „sah sich eine Bürgerschaft, die in ihrer bisherigen Geschichte nur selten über die engere Nachbarschaft hinausgeblickt hatte, mit der Politik des gesamten östlichen Mittelmeerraums konfrontiert.“ Das im Werden begriffene attische Seereich und die Ausformung der Attischen Demokratie bildeten einen engen wechselseitigen Wirkungszusammenhang.
Die Verbreitung der Demokratie unter griechischen Poleis könnte gegen Ende des 4. Jahrhunderts v. Chr. den Höhepunkt erreicht haben. Einen anhaltenden Aufschwung verzeichneten im 4. Jahrhundert auch die demographische und sozioökonomische Entwicklung Griechenlands. Insgesamt erscheint es somit plausibel, das klassische Zeitalter Griechenlands an das Entstehen und die Existenz der Attischen Demokratie zu koppeln, also von den Kleisthenischen Reformen an der Schwelle zum „langen“ 5. Jahrhundert bis zum erzwungenen Ende im „kurzen“ 4. Jahrhundert v. Chr.

### Demografie und gesellschaftliche Strukturen

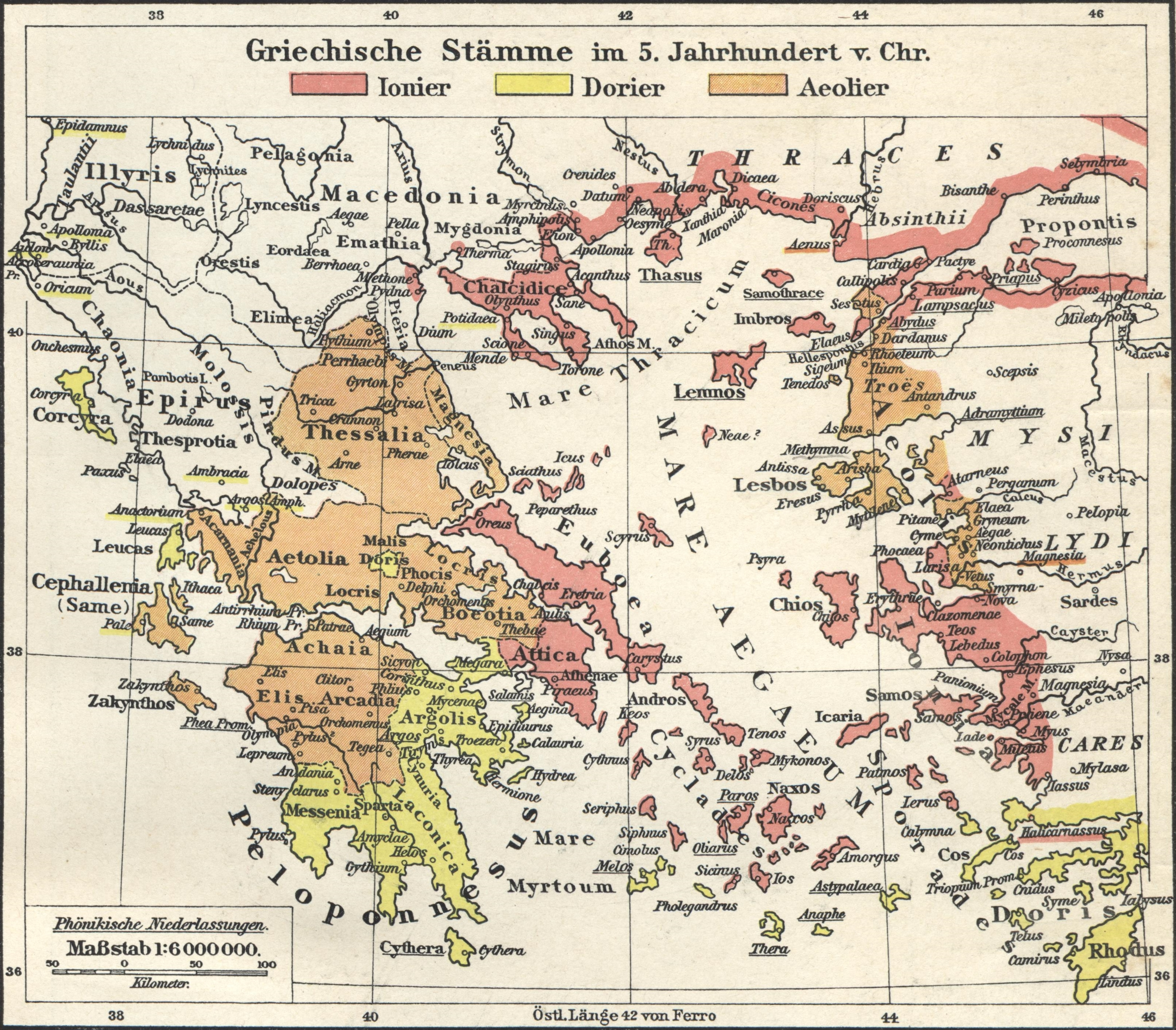
Griechische Siedlungsgebiete an der Ägäis im 5. Jahrhundert v. Chr.

Mögen neuere Forschungsergebnisse und -ansätze in Archäologie, Wirtschafts- und Geschichtswissenschaft die Erkenntnisgrundlagen auch verdichtet haben, bleiben Angaben zu antiken Bevölkerungszahlen, Wirtschafts- und Wohlstandsindikatoren doch weiterhin grobe Schätzwerte. Vom Tiefpunkt um 1000 v. Chr. bis zum Höhepunkt der Bevölkerungsentwicklung am Ende des 4. Jahrhunderts wird ein Anstieg der Gesamtbevölkerung in „Kerngriechenland“ (die Halbinsel südlich Makedoniens mit den Kykladen und den Ionischen Inseln) von 330.000 auf etwa 3 Millionen geschätzt, die Gesamtzahl der Polisbewohner in der damaligen griechischsprachigen Welt auf 8,25 Millionen.
Als durchschnittliche Bevölkerungsdichte im griechischen Siedlungsraum sind zu dieser Zeit 44 Einwohner pro Quadratkilometer anzusetzen. Die Region Attika hatte die höchste Bevölkerungsdichte Griechenlands, nämlich zwischen 45 und 80 Einwohner pro Quadratkilometer Insgesamt kann man von ca. 1000 griechischen Poleis im Mittelmeerraum und am Schwarzen Meer ausgehen, von denen weniger als 50 Prozent mehr als 2000 Einwohner hatten und nur 15 Prozent mehr als 5000. Doch annähernd ein Drittel der griechischen Bevölkerung könnte Ende des 4. Jahrhunderts in städtischen Siedlungen mit mehr als 5000 Einwohnern gelebt haben.
Zu den grundlegenden Strukturmerkmalen auch der griechischen antiken Gesellschaft gehören Sklaverei und Sklavenarbeit in Hauswirtschaft, Bergwerken, Landwirtschaft und Handwerk sowie die politische Rechtlosigkeit und zurückgesetzte Stellung der Frauen. Von ihnen haben auch nur wenige bleibende Bekanntheit erlangt, wie zum Beispiel die Dichterin Sappho, die Philosophin Aspasia oder die Hetäre und Aulosspielerin Lamia. Neben den ihre politischen Rechte ausübenden männlichen Bürgern gab es in den Poleis häufig zugezogene andere Mitbewohner, etwa die Metöken. Sie gingen oft wirtschaftlichen Tätigkeiten in Handel und Handwerk nach, waren von der politischen Mitwirkung aber ausgeschlossen. In klassischer Zeit wurden die Vorrechte der Adligen beschnitten, sodass der ihnen verbliebene Einfluss nun stärker in überkommenem Besitz und Reichtum gründete. Dabei dürften Privatvermögen und Landbesitz im spätklassischen Athen – für vormoderne Verhältnisse ungewöhnlich – relativ gleichmäßig verteilt gewesen sein: 60 bis 65 Prozent des Bodens könnten 70 bis 75 Prozent der Bürger gehört haben. Hatte das Einkommensniveau griechischer Familien zu Beginn der archaischen Epoche um 800 v. Chr. kaum über dem Existenzminimum gelegen, so lassen Schätzwerte darauf schließen, dass der Pro-Kopf-Verbrauch am Ende des 4. Jahrhunderts durchschnittlich etwa doppelt so hoch lag.
Die durchschnittliche Lebenserwartung in der Antike war im Vergleich zur Gegenwart sehr niedrig. Nur knapp über 50 Prozent der Menschen überlebten ihr fünftes Lebensjahr; nur ca. 40 Prozent wurden mindestens 30 Jahre alt, und nur gut 20 Prozent wurden 50 Jahre alt oder älter. Das 75. Lebensjahr erreichten weniger als fünf Prozent der antiken Bevölkerung. Die hohe Sterblichkeit vor allem der Jüngsten ging Hand in Hand mit einer hohen Geburtenrate. Schätzungen zufolge brachte jede Frau im Durchschnitt fünf bis sechs Kinder zur Welt. Studien an Knochen aus Grabungsfunden lassen allerdings einen deutlichen Anstieg der Lebensdauer von den Dunklen Jahrhunderten Griechenlands bis zum 4. Jahrhundert v. Chr. erkennen. Die durchschnittliche Lebensdauer nach Überstehen der Kindheit verlängerte sich für beide Geschlechter um jeweils zehn Jahre: für Frauen von 26 auf 36, für Männer von unter 30 auf etwa 40 Jahre.

### Wirtschaft
Die antike griechische Gesellschaft war – an den Maßstäben entwickelter Industriegesellschaften gemessen – keine wohlhabende Gesellschaft. In klassischer Zeit jedoch waren nach neueren Erkenntnissen die materiellen Lebensbedingungen und Wohnverhältnisse besser als sonst im Vergleich zu anderen vormodernen Gesellschaften. Auch hatten die wirtschaftlichen Erträge und Pro-Kopf-Verbräuche seit der archaischen Zeit vergleichsweise rasant zugenommen. Andererseits wurde, was über das Selbstversorgungsniveau hinaus erwirtschaftet werden konnte, nicht selten von gesellschaftlichen Eliten konsumiert und nicht investiert.
Zum Nahrungsmittelangebot gehörte hauptsächlich die „mediterrane Trias“ aus Getreide (vor allem Gerste, daneben auch Weizenarten), Oliven (meist in Form von Öl, das außer zur Ernährung auch als Lampenbrennstoff und zur Körperpflege genutzt wurde), Feigen, Granatapfel, Trauben (aus denen auch der Wein gekeltert wurde) und der während der Klassik neu aufkommende Pfirsich. Je nach Jahreszeit konnte die Nahrung durch verschiedene Gemüse und gelegentlich durch Fisch ergänzt werden. In besser gestellten Haushalten mit Jagdhunden gab es auch Wildbret, vorwiegend Kaninchen.

#### Landwirtschaft
Die antike Gesellschaft war unumstritten eine Agrargesellschaft. Man schätzt die Bauern auf 67 % bis 80 % aller Erwerbstätigen. Es besteht ein breiter Konsens, dass die Technik allgemein, also auch die landwirtschaftliche, während der klassischen Periode auf einem niedrigen Niveau war und das – trotz leichter Fortschritte – auch blieb. Die Landwirtschaft war kleinteilig organisiert, das gilt sowohl für die Landparzellierung wie auch für die Betriebsstruktur. So gab es hauptsächlich Kleinbauern mit kleinen Äckern und – im Gegensatz zur römischen Antike – nur sehr selten Großgrundbesitzer. Die Kleinbauern waren Selbständige (auturgoi), die meist kaum mehr erwirtschafteten, als sie selbst verbrauchten (Subsistenzwirtschaft), die wenigen Großgrundbesitzer waren Aristokraten, die oft in Städten lebten und ihre Güter von Aufsehern verwalten ließen. Die Arbeit auf dem Feld war den Männern vorbehalten. Frauen durften nur im Haus aktiv sein. Zumindest ist dies das Bild, das literarische Quellen (aus Sicht der Oberschicht) vermitteln. Es ist schwer, sich ein Bild davon zu machen, ob in der Praxis Frauen auch auf dem Feld mithalfen, wie das in anderen Kulturen und Epochen gut bezeugt ist.
Aufgrund der angeführten Faktoren, zu denen noch die relativ schlechten geographisch-klimatischen Bedingungen für die Landwirtschaft kommen, ist anzunehmen, dass die landwirtschaftlichen Erträge vor allem mit anstrengender körperlicher Tätigkeit erwirtschaftet wurden. Dazu zählte die Kultivierung des Bodens, die Weinlese, die Ernte des Getreides und die der Oliven.
Pollenanalysen lassen darauf schließen, dass die Entwaldung und Zunahme von Krautvegetation als Folge menschlicher Aktivitäten, die bereits in der Frühen Bronzezeit eingesetzt hatte, sich bis in die Archaik hinein steigerte und dann auf einem konstanten Niveau blieb.

#### Textilindustrie

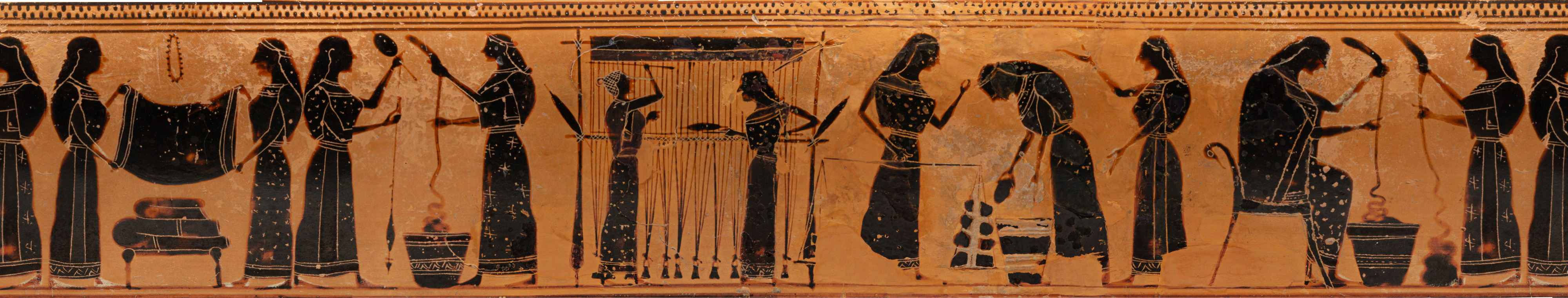
Frauen bei der Textilherstellung, Lekythos, ca. 550–530 v. Chr.

Ein wichtiger Wirtschaftszweig war die Textilindustrie. Sie ist vor allem bemerkenswert, als hier Frauen jeglicher sozialer Schicht in fast alle Produktionsprozesse involviert waren. Vor der industriellen Revolution im 19. Jahrhundert waren Textilien wegen des hohen Arbeitsaufwands sehr teuer. Deshalb war das Weben selbst für Frauen aus hohen sozialen Schichten eine ehrenvolle Aufgabe. In Sagen, aber auch in zeitgenössischen Texten wird immer wieder die Bedeutung der Textilherstellung, wobei es vor allem um Wolle geht, im häuslichen Rahmen betont. Im idealen Haushalt (Oikonomikos 7.20–23), den Xenophon vorstellt, sind Frauen für Sklaven verantwortlich, die weben. Dagegen galt es für einen Mann als unwürdig, Frauenarbeiten, inklusive Weben, auszuführen. Die Textilien sind meist für den häuslichen Eigenbedarf produziert worden, doch gibt es auch Belege, dass Stoffe für den Verkauf hergestellt wurden. Neben Wolle wurde auch Leinen verarbeitet und getragen. Ein Großteil wurde anscheinend aus Ägypten importiert, doch gibt es Belege, dass Flachs (aus dem Leinen gefertigt wurde) in Griechenland angebaut und verarbeitet wurde.

#### Handwerk, Bauwesen und Bergbau
Bis auf Schmiede, Töpfer und ähnliche Hersteller von erstens nachgefragten und zweitens Spezialisierung erfordernden Produkten waren Handwerker hauptsächlich in den Städten angesiedelt. Dort existierte allerdings teilweise eine stark ausgeprägte Spezialisierung bei den beruflichen Tätigkeiten: 170 verschiedene athenische Berufe im nichtöffentlichen Bereich, meist außerhalb des landwirtschaftlichen Sektors, sind in Quellen dokumentiert.
Wie die Landwirtschaft bestanden auch das Bauwesen und vor allem das Handwerk aus vielen kleinen und selbständigen Betrieben, die kaum technische Neuerungen hervorbrachten und nur selten über den lokalen Bedarf hinaus produzierten. Größere Arbeitsstätten kamen selten vor, noch seltener waren Unternehmer, die von Einkünften aus Manufakturen leben und vielleicht auch noch ein Vermögen anlegen konnten. Der Bergbau (in Attika vor allem Silber und Eisen) nahm in mancherlei Hinsicht (Massensklaverei, Masseneinsatz von Arbeitskräften) eine Sonderstellung ein.

#### Handel und Finanzwesen

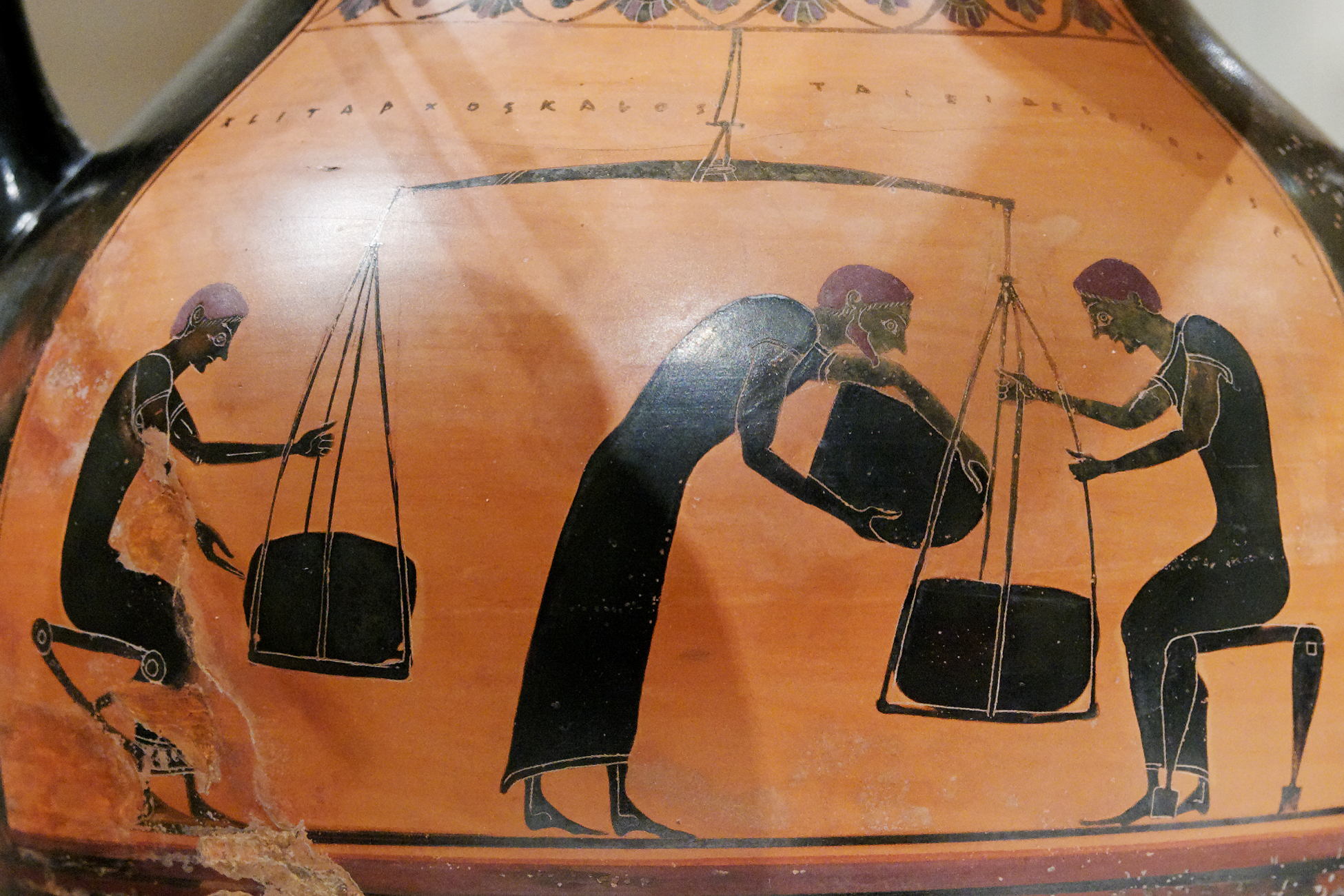
Vase mit der Darstellung eines Wiegevorganges

Aus der Tatsache, dass im dominierenden Wirtschaftszweig, der Landwirtschaft, kaum Überschüsse erwirtschaftet wurden (Subsistenzwirtschaft), ergibt sich schon, dass der Handel mit landwirtschaftlichen Produkten ebenfalls beschränkt blieb. Diese wurden überwiegend auf lokalen Märkten verkauft und nur selten über weitere Strecken transportiert. Eine Ausnahme bildete wegen der geografisch-klimatischen Verhältnisse und zunehmenden städtischen Bevölkerung Attika. Für Athen wurde ständiger Getreideimport aus Sizilien, Ägypten und dem Schwarzmeergebiet notwendig, finanziert unter anderem über den Silberabbau in den Bergwerken bei Laureion. Über weite Strecken gehandelt wurden neben Getreide, Edelmetallen und anderen Rohstoffen auch seltene oder wertvolle Güter wie Wein, Gewürze, Olivenöl und Vasen. Fernhandel wurde selten über Land, sondern meist, was um ein Vielfaches billiger war, über das Meer betrieben. Groß- und Zwischenhandel gab es höchstens in städtischen Zentren.
Mit der Zeit entwickelte sich in Athen ein regelrechtes Handelszentrum. Auf dieser Grundlage und infolge der sogenannten Seedarlehen (verzinste Darlehen, mit denen kostenintensiver Seehandel vorfinanziert wurde) wurde Athen außerdem – soweit man in der Antike von so etwas sprechen kann – zum Bankenzentrum. Das Münzwesen entstand im 6. Jh. v. Chr. und breitete sich in den folgenden Jahrhunderten vor allem in den Städten weiter aus.

### Politische Institutionen und Konstellationen
Über mehr als die Hälfte der 1035 erfassten griechischen Poleis weiß man nur sehr wenig. 148 von den 672 Poleis, deren Staatsgebiet einschätzbar ist, umfassten nur 25 Quadratkilometer und bis zu 1000 Einwohner; nur Athen, Sparta und Syrakus kamen in klassischer Zeit auf mehr als 2000 Quadratkilometer und über 250.000 Einwohner.
Von 158 Verfassungsgeschichten griechischer Poleis, die in der Schule des Aristoteles zusammengetragen wurden, ist allein die Athenaion politeia (Der Staat der Athener) erhalten geblieben. Ein gleichnamiges Werk ist auch unter dem Namen Pseudo-Xenophon erhalten. Die Xenophon zugeschriebene Lakedaimonion politeia (Der Staat der Lakedaimonier, also Spartas) ist das älteste Werk über die Verfasstheit der Spartaner; rund ein halbes Jahrtausend später berichtet Plutarch, ebenfalls in idealisierter Form und historisch oftmals schwer einzuordnen, in seiner Vita über den heroisierten Verfassungsstifter Lykurg vom politischen System Spartas.
Ungeachtet der Besonderheiten in den diversen Einzelverfassungen lassen sich für die klassische Epoche drei Grundtypen unterscheiden: die speziell auf Sizilien ausgeprägte „jüngere Tyrannis“ als Einzelherrschaft, die Oligarchie, in der eine Minderheit der Bürger die Herrschaft ausübte, und die Demokratie, die alle Inhaber des Bürgerrechts politisch partizipieren ließ. Während des 4. Jahrhunderts v. Chr. schloss sich etwa die Hälfte der Poleis auf dem griechischen Festland zu Bünden (Koina) zusammen, die auch den kleineren Gemeinwesen Schutz und gewissen politischen Einfluss bieten konnten.

#### Die Volksversammlung
Wichtigstes formales Beschlussorgan in griechischen Poleis war die Volksversammlung (Ekklesia), deren Zusammensetzung und tatsächliche politische Gestaltungsmacht innerhalb des Polisspektrums und im Zeitverlauf allerdings weit auseinanderfielen: von der Tyrannis, in der sie praktisch keine Rolle spielte, über die diversen aristokratisch-oligarchischen Konstellationen bis zur entwickelten Demokratie, in der sie sämtliche freien Bürger einschloss und eine umfassende Zuständigkeit besaß. Mitwirkungsrechte in der Volksversammlung, die ursprünglich mit der Heeresversammlung identisch und aus ihr hervorgegangen war, hingen wesentlich von der individuellen Fähigkeit ab, einen Wehrbeitrag für die Polis zu erbringen, indem man für die eigne militärische Ausrüstung als Hoplit aufkam (Prinzip der Selbstequipierung). Die landlosen Theten kamen zu Einfluss in der attischen Volksversammlung erst, nachdem ein Flottenbauprogramm im Zuge der Perserkriege ihren Einsatz auf den Ruderbänken der Trieren erfordert hatte.
Bei Oligarchien richtete sich die Benennung der Versammlung oft nach der Zahl der teilnahmeberechtigten Vollbürger, neben weit kleineren Zahlen beispielsweise „die Tausend“, „die Viertausend“ oder „die Zehntausend“. In anderen oligarchischen Verfassungen gab es neben der kompetenzarmen Volksversammlung einen diese dominierenden Rat oder gar keine Volksversammlung. Unter demokratischen Vorzeichen hingegen hatte jeder Stimmberechtigte auch Rederecht (mit begrenzter Zeit). Abstimmungen wurden oft durch Handaufheben entschieden. Für die Feststellung der Mehrheit war das Volksversammlungspräsidium zuständig; teilweise wurden Stimmenzähler („Händeschauer“) eingesetzt. Bei wichtigen Angelegenheiten konnten geheime Abstimmungen etwa mit Stimmsteinen angesetzt werden.

#### Ratsorgane
Die Einrichtung von Räten (Bule) gab es von alters her im antiken griechischen Gemeinwesen. Sie lassen sich auf den Beirat der „Ältesten“ in der homerischen Königszeit zurückführen und wurden jenseits des Königtums zu Räten der Adelsgesellschaft. Mitgliederzahl und Zugehörigkeit zum jeweiligen Rat variierten wiederum beträchtlich, teils bestimmt von Familienzugehörigkeit, Altersregelungen für die Eintrittsberechtigung und Zensusbestimmungen. Ein solcher Rat bildete in Oligarchien das Regierungsorgan.
Beim Übergang zu demokratischen Verfassungsformen existierte der alte Rat teilweise mit Restbefugnissen weiter, während daneben ein neuer Rat gebildet wurde. Zu dessen Obliegenheiten gehörten üblicherweise die Vorbereitung, Einberufung und Leitung der Volksversammlungen sowie die Kontrolle der laufenden Staatsangelegenheiten einschließlich Finanzverwaltung und Verhandlungen mit auswärtigen Gesandtschaften. Eine wichtige Funktion hatte der Ratsschreiber, der Protokoll führte, den Schriftverkehr erledigte, die Volksbeschlüsse formulierte und veröffentlichte sowie für deren Aufbewahrung sorgte. In vielen Poleis war er eponym: Sein Name bezeichnete das jeweilige Jahr.

#### Beamte
Aus der Ablösung des Königtums ergab sich die Schaffung zeitlich beschränkter Ämter mit in der Regel einjähriger Amtsdauer. Handelte es sich anfänglich um Titel allgemeiner Art wie „Vorsteher“, „Ordner“ oder „die im Amt“, so wurden später spezielle Zuständigkeiten geschaffen, beispielsweise in den Bereichen Militär, Finanzverwaltung, Gerichtswesen oder öffentliche Bauten und Anlagen. Im Staat der Athener werden über 30 Ämterkollegien oder Einzelämter genannt. Eine besondere Amtstracht war nicht üblich; ebenso gab es keine fachliche Ausbildung für Ämter. Die ständige Teilnahme der Amtsträger an den Staatsangelegenheiten schien das zu erübrigen.
Die Bestellung der Beamten geschah entweder auf eher aristokratischer Grundlage durch Wahl oder nach demokratischer Lesart durch das Los. Im klassischen Athen konnte gegen den Entscheid eines Beamten an das Volksgericht (Heliaia) appelliert werden, und die Amtsträger waren dem Volk generell rechenschaftspflichtig. Eine vergleichsweise große Machtstellung besaßen Beamte hingegen im Rahmen von Oligarchien. Hier war es auch möglich, dass das Kollegium der Beamten einen engeren Regierungsausschuss neben dem Rat bildete.

#### Recht und Gerichtsbarkeit
Rechtsschutz und eigene Verfahrensinitiative besaßen nur die Vollbürger in ihrer jeweiligen Polis. Fremde bedurften, wollten sie vor Gericht klagen, des Rechtsbeistands eines ansässigen Bürgers. Um der überflüssigen Inanspruchnahme von Gerichten vorbeugen, hatte der Kläger ein Gerichtsgeld zu hinterlegen, das er nur im Fall der Verurteilung des Beklagten von diesem zurückerstattet erhielt. Mord und Totschlag wurden nicht als Offizialdelikte verfolgt, sondern mussten privat angeklagt werden, und zwar von Angehörigen aus der Verwandtschaft des Getöteten. Die Gerichts- und Strafbefugnis von Rat und Beamten war in Oligarchien zumeist größer als in Demokratien.
Staatsanwälte oder einen Juristenstand gab es nicht. Rechtspflege war als wichtiger Teil des Gemeinschaftslebens der Polis eine Aufgabe der Bürger in ihrer Gesamtheit. Die Prozesse wurden von Laienrichtern nach Anhören der Parteien und Prüfung der beigebrachten Beweismittel nebst Eidesleistungen in einem einzigen Verfahren entschieden. Bei politischen Prozessen, in denen leidenschaftliche Parteilichkeit unter den heimischen Richtern eine gerechte Urteilsfindung erfahrungsgemäß erschwerten, wurde mit der Zeit zunehmend in anderen Poleis um die Entsendung von Richtern gebeten, von denen man ein objektiveres Urteil erwartete.

#### Staatenbünde
Die Gesamtheit der griechischen Staatenwelt wurde von den Alten Griechen mit der Bezeichnung „Städte und Stämme“ erfasst, wobei der Begriff „Stämme“ einen staatlichen Verbund von Siedlungsgemeinschaften meinte, teils mit Einschluss von Poleis, in etwa Bundesstaaten ähnlich. Dazu gehörten in klassischer Zeit unter anderem die Zusammenschlüsse der Achäer, Ätoler, Böotier, Phoker und Thessalier. Sie bildeten Wehr- und Kultgemeinschaften, hatten eine Bürgerversammlung als beschließende Instanz, die sich aus Repräsentanten der einzelnen Untergliederungen des Bundes zusammensetzte, sowie einen Rat und Beamte des Bundes, zum Beispiel mit den Aufgaben von Archonten oder Strategen.
Das Bürgerrecht der jeweiligen bundesstaatlichen Untereinheit bestand fort, ergänzt um das gemeinsame Bürgerrecht im Bund. Gemeinsame Politikfelder für den Bund, über die zentral entschieden wurde, waren Außenpolitik und Kriegführung, äußere Vertragsschlüsse, Finanzpolitik und Münzprägung. Auf der Gemeinschaftsebene organisiert wurden auch Kulte, Bundesfeste und die damit verbundenen Wettkämpfe.

### Politische Geschichte

#### Ionischer Aufstand, Perserkriege und Athens Entwicklung zur Demokratie
Der Ionische Aufstand (ca. 500–494 v. Chr.) der seit Jahrzehnten unter persischer Oberherrschaft stehenden kleinasiatischen und zyprischen Griechen gegen das Achämenidenreich war von Athen nur halbherzig unterstützt worden. Dennoch nutzte der persische Großkönig Dareios I. diesen Anlass zur Rechtfertigung der bereits länger ins Auge gefassten Expansion seines Reiches, die er als „Vergeltungsfeldzug“ bezeichnete. Mit diesem Feldzug begannen für Griechenland die Perserkriege. Herodot, der Vater der Geschichtsschreibung, hat über diese Ereignisse in seinem Werk umfänglich Auskunft gegeben.

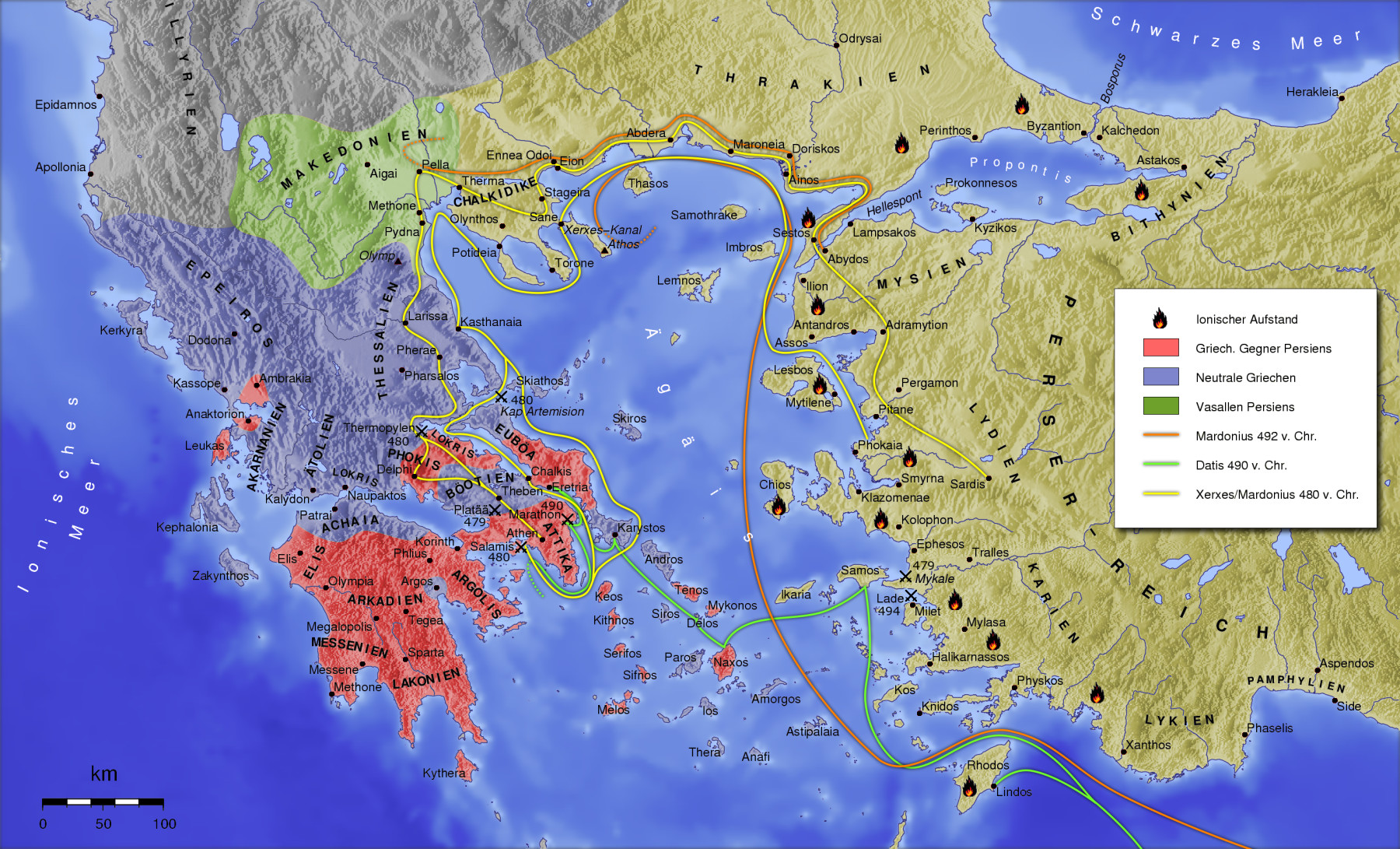
Die Perserkriege

Athen siegte zwar bei Marathon 490 v. Chr., doch kam es zehn Jahre später zu einem erneuten Feldzug unter Führung von Dareios’ Sohn Xerxes I. 481 v. Chr. wurde daher der Hellenenbund gegründet, dem neben Sparta und Athen auch mehrere andere, aber keineswegs alle Stadtstaaten des Mutterlandes angehörten; manche waren sogar eher bereit, sich den Persern zu unterwerfen. Nach dem Hinhaltegefecht bei den Thermopylen kam es bei Salamis zur Entscheidungsschlacht. Die Griechen vernichteten die zahlenmäßig überlegene persische Flotte (480 v. Chr.). Ein Jahr später wurde auch das persische Landheer in der Schlacht von Plataiai geschlagen. 478 v. Chr. begann die Eroberung Ioniens. Sparta weigerte sich jedoch, den Schutz der Griechen fern der Heimat zu übernehmen. Athen hingegen, bisher der Juniorpartner, nahm sich der Aufgabe an und gründete 478/477 v. Chr. den Attischen Seebund.
Auf den Grundlagen der Reformen Solons und des Kleisthenes sowie der Seeherrschaft Athens in der Ägäis entstand Mitte des 5. Jahrhunderts v. Chr. die entwickelte Attische Demokratie mit Perikles als leitendem Staatsmann. Zeitgleich entwickelte sich nach dem Zeugnis des Historikers Thukydides der Dualismus zwischen der Seemacht Athen und der Landmacht Sparta, der schließlich zum Peloponnesischen Krieg führen sollte.

#### Athen zur Zeit der Attischen Demokratie

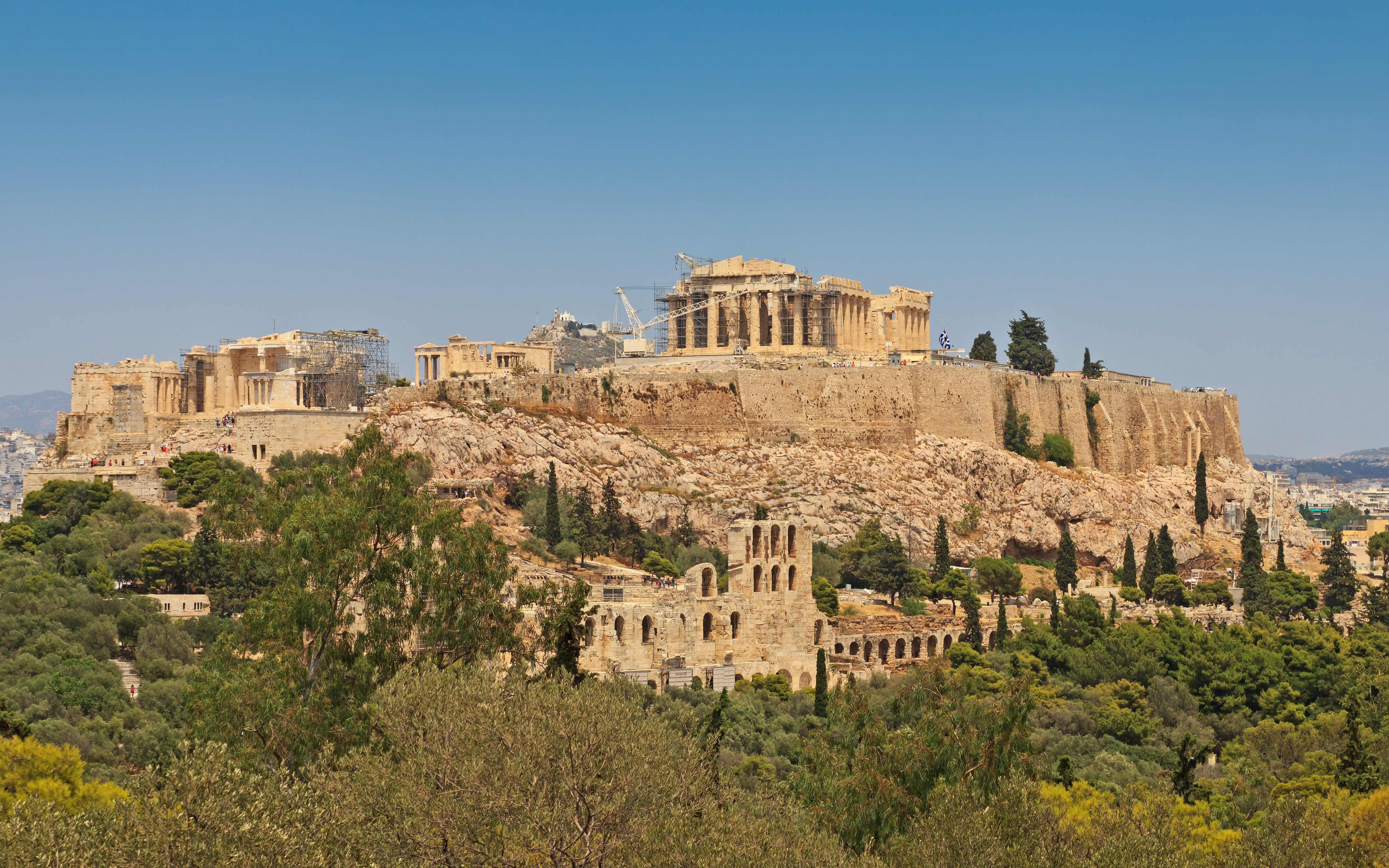
Die Akropolis von Athen

Während Theben in Böotien die Errichtung einer Hegemonie über die anderen böotischen Gemeinden betrieb, verfolgte Athen unter Perikles eine ähnlich aggressive Politik. Der Seebund, inzwischen längst ein Instrument zur Verfolgung athenischer Interessen, entwickelte sich mehr und mehr zum attischen Reich. 460–457 v. Chr. wurden die sogenannten Langen Mauern errichtet, die Athen mit dem Hafen Piräus verbanden und Athen selbst zur uneinnehmbaren Festung machten. Gestützt auf die Finanzmittel des Bundes, in dem die Bundesgenossen zu Tributpflichtigen Athens geworden waren, wurde die Athener Akropolis durch ein ebenso aufwendiges wie glanzvolles Bauprogramm zu einem repräsentativen Zentrum der neuen Großmacht, die sich nun kulturell als die „Schule Griechenlands“ darzustellen wusste.

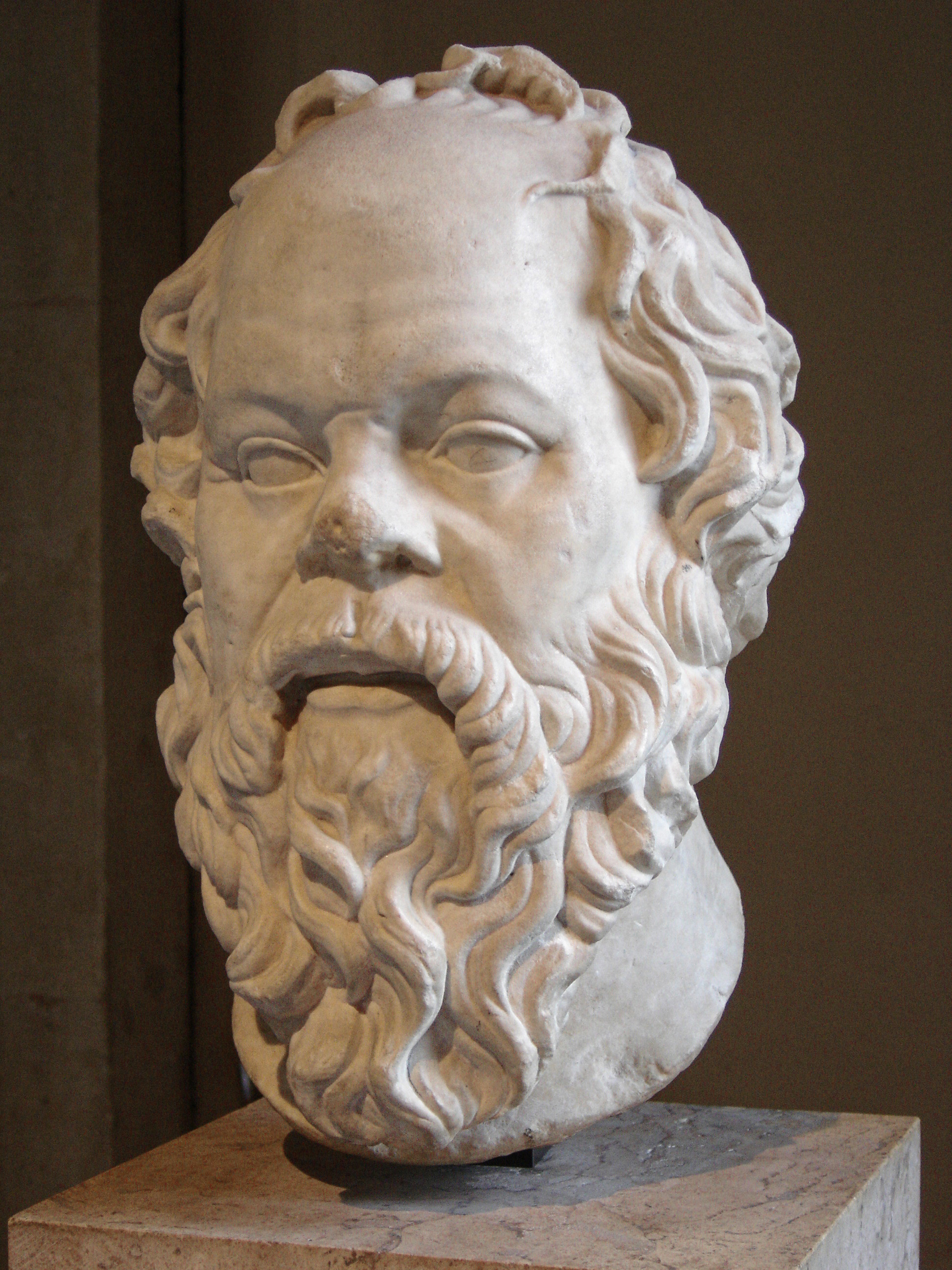
Sokrates, der Lehrer Platons

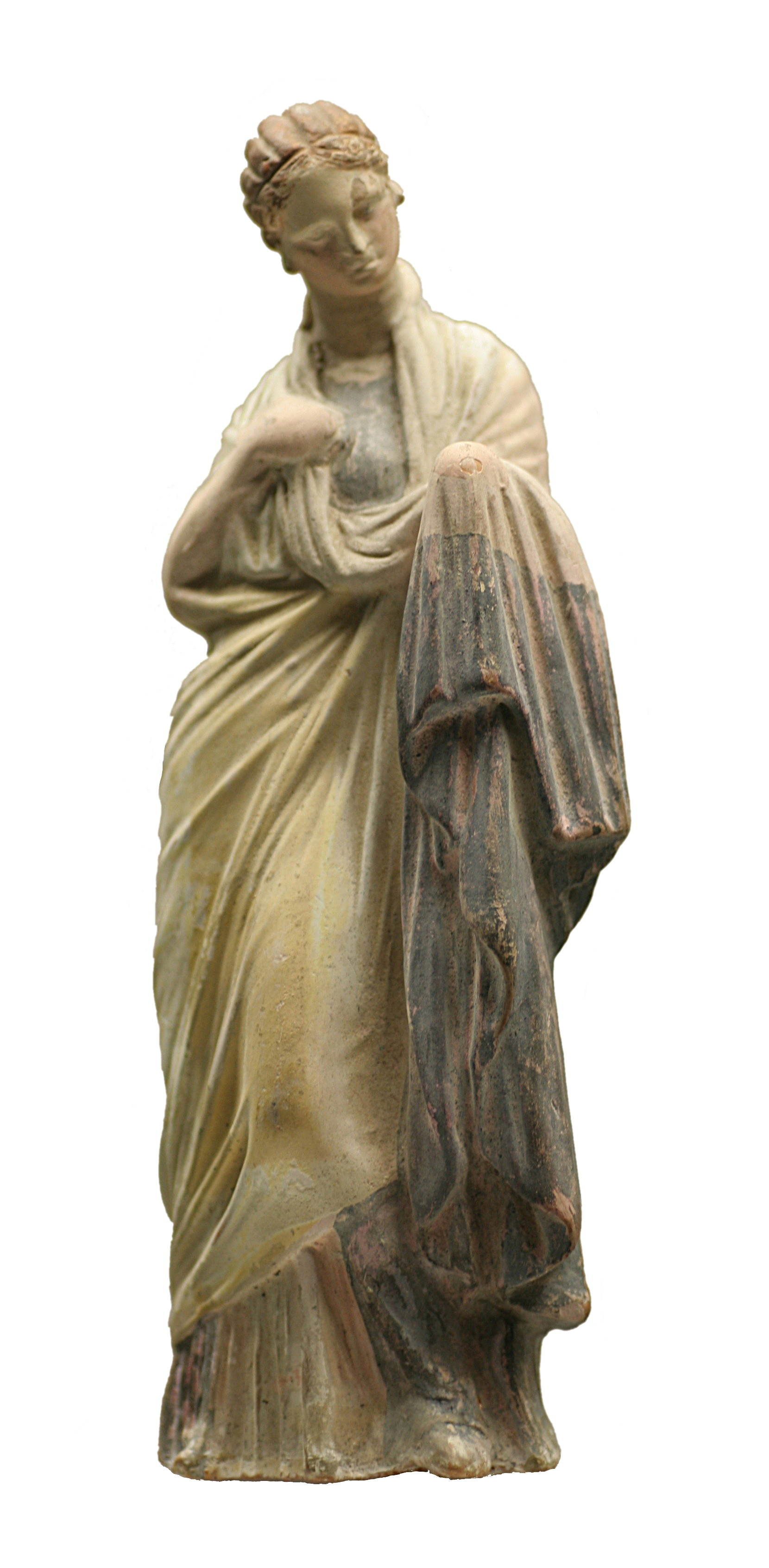
Terrakotta-Statue eines Mädchens, 3. Jahrhundert v. Chr.

Athen entwickelte sich von der Mitte des 5. Jahrhunderts ab auch zum geistigen Magneten und Zentrum Griechenlands, in das die Sophisten mit ihren Lehren und der Einführung der paideia strebten und in dem die Philosophie eines Sokrates, Platon und Aristoteles jeweils Schule machte. Im 5. Jahrhundert entstanden die Tragödien von Aischylos, Sophokles und Euripides, dann auch die Komödien des Aristophanes. Von dem großen Bildhauer Phidias, der das Bauprogramm auf der Akropolis leitete, ist anders als für seinen mit Menschenbildnissen befassten Kollegen Polyklet oder den berühmten Arzt Hippokrates eine längere Anwesenheit in Athen verbürgt. Im 4. Jahrhundert widersetzte sich der Redner Demosthenes wortmächtig, aber machtlos der anhebenden makedonischen Vorherrschaft und blieb damit bis in die Zeit Ciceros ein unerreichtes rhetorisches Vorbild.
Die Attische Demokratie, die allen Vollbürgern vermögensunabhängig eine gleichberechtigte Beteiligung sicherte und sie annähernd eineinhalb Jahrhunderte zu intensiver politischer Mitwirkung anhielt, hatte die Kehrseite, dass Frauen und Sklaven vollständig davon ausgeschlossen waren, wobei die Sklaven auch wirtschaftlich eine wichtige Rolle spielten. Die direkte Demokratie schützte zudem durchaus nicht vor so manchen Auswüchsen äußerer Machtpolitik. Mit der modernen repräsentativen und gewaltenteiligen Demokratie ist sie in vieler Hinsicht nur bedingt vergleichbar.

#### Machtkämpfe zwischen Perserkriegen und Peloponnesischem Krieg
Athen setzte nach den Perserkriegen als Hegemon im Attischen Seebund den Kampf gegen das Perserreich im östlichen Mittelmeerraum fort. Es unterstützte schließlich sogar eine antipersische Erhebung in Ägypten, wo sich für die Athener in einer sehr verlustreichen Niederlage dann aber die Grenzen der eigenen Machtmittel und Möglichkeiten zeigten. Zu einem Ausgleich mit Persien kam es 449 v. Chr. im Zusammenhang mit dem historisch umstrittenen sogenannten Kalliasfrieden.
In Süditalien und auf Sizilien erwehrten sich währenddessen die seit der großen Kolonisation dort angesiedelten Westgriechen der Bedrohung durch die Etrusker und das mächtige Karthago. In der Schlacht von Kyme 474 v. Chr. wurden die Etrusker vernichtend geschlagen. Auf Sizilien ging der Konflikt mit Karthago weiter, auch wenn die Karthager 480 v. Chr. bei Himera geschlagen worden waren. Dort konnten sich in zahlreichen Poleis auch weiterhin Tyrannen an der Macht halten, wie beispielsweise Gelon, der zeitweise als der mächtigste Mann der griechischen Welt galt. Insgesamt blieben Staseis, also bürgerkriegsartige Konflikte innerhalb der Bürgerschaft, in vielen Poleis jahrhundertelang ein großes Problem; nicht selten führten sie zur Tyrannis der siegreichen Partei.
Zwischen Athen und Sparta kam es 460–446 v. Chr. zum Ersten Peloponnesischen Krieg. Grund war der vorläufige Austritt Megaras aus der spartanischen Allianz und dessen Überwechseln zu Athen. Während der athenischen Flottenexpedition nach Ägypten (460–454 v. Chr.) kam es 457 v. Chr. zu der für Athen verlustreichen Schlacht von Tanagra gegen die Spartaner, aber im Gegenzug zur Bezwingung Aiginas, das ungeachtet seiner geografischen Nähe zu Piräus Mitglied im Peloponnesischen Bund gewesen war, nun aber dem Attischen Seebund beitreten musste. Bei schließlich unentschiedenem Ausgang des Krieges zwischen den beiden griechischen Großmächten wurde 446 v. Chr. ein dreißigjähriger Frieden Athens mit Sparta geschlossen, wobei die latenten Spannungen freilich bestehen blieben.

#### Der Peloponnesische Krieg
Über den Streit Korinths mit Korkyra bezüglich der Einmischung Athens in den Bürgerkrieg in Epidamnos, der Furcht Athens vor einem Engagement Korinths im Norden und über einen Handelsstreit mit dem mit Sparta verbündeten Megara, aber auch aus der Furcht Spartas vor einem weiteren Machtzuwachs Athens, kam es schließlich zum Peloponnesischen Krieg (mit Unterbrechungen von 431–404 v. Chr.), über dessen Verlauf bis zum Jahr 411 v. Chr. Thukydides in seinem berühmten Geschichtswerk ausführlich berichtete; an ihn schloss dann Xenophon mit den Hellenika an.
432 v. Chr. forderten Megara und Korinth Sparta ultimativ zum Eingreifen auf, doch begann der Krieg eher ungeplant mit einem Überfall der mit Sparta verbündeten Thebaner auf die Stadt Plataiai. Sparta fiel 431 v. Chr. in Attika ein, doch hatte Perikles die Bevölkerung in den Schutz der Langen Mauern zurückgezogen. Währenddessen plünderte die athenische Flotte die Peloponnes. Perikles rechnete mit der Erschöpfung des Gegners, während die Spartaner jedes Jahr in Attika einfielen.

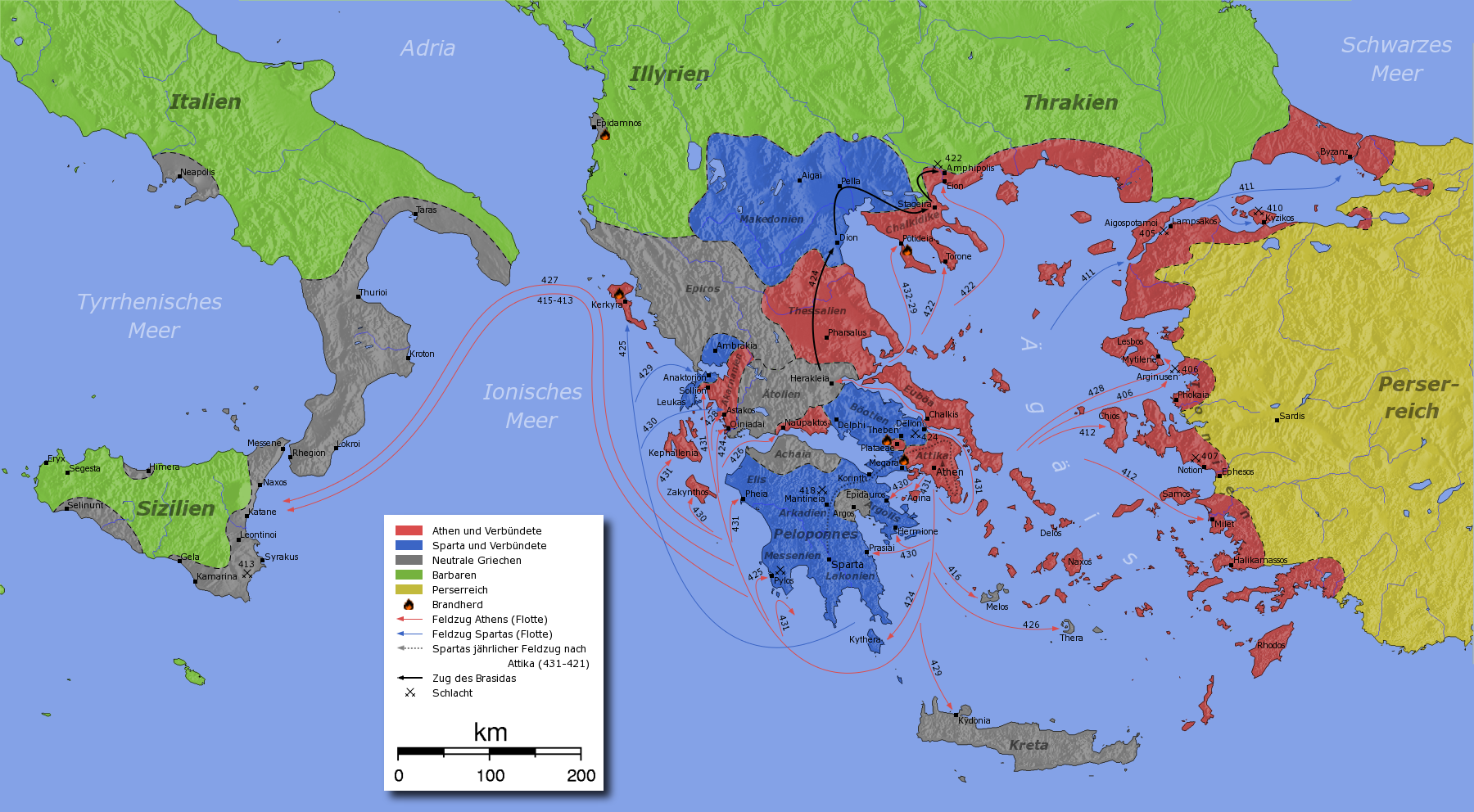
Schlachten und Feldzüge des Peloponnesischen Krieges; die Farbgebung entspricht der Lage bei Ausbruch des Krieges 431 v. Chr., mit Ausnahme des halbbarbarischen Makedoniens, das zunächst neutral war

Nach dem Tod des Perikles 429 v. Chr. kam eine neue Generation von Politikern ans Ruder, wobei Kleon für eine aggressive, Nikias hingegen für eine ausgleichende Politik gegenüber Sparta standen. 425 v. Chr. schien Sparta aufgrund der Gefangennahme mehrerer Spartiaten zum Frieden bereit, doch wurde dies von Kleon abgewiesen. Sparta reagierte jedoch und marschierte unter Führung des Brasidas 424 v. Chr. in Thrakien ein und bedrohte so die athenische Versorgung mit Getreide. 421 v. Chr. kam es zu einem Friedensvertrag (Nikiasfrieden), der jedoch nicht alle Streitigkeiten ausräumte. Sparta bekämpfte seine Erzrivalin Argos, während Athen unter dem Einfluss des Alkibiades die folgenschwere Sizilienexpedition unternahm (415–413 v. Chr.). Diese endete in einem Desaster für Athen. Die Einnahme von Syrakus misslang, und das athenische Heer wurde vernichtet, während in Griechenland Alkibiades, der zu den Spartanern übergelaufen war, diese zu einer neuen Taktik gegen Athen überredete. In Dekeleia wurde nun auf Dauer ein lakedaimonischer Stützpunkt errichtet, und zudem gewann Sparta die Unterstützung Persiens. Mit Hilfe persischen Goldes baute Sparta eine leistungsstarke Flotte auf. Immer mehr Seebundmitglieder, die von Athen wie Kolonien behandelt wurden, fielen vom Attischen Seebund ab. Im Zuge der Bestrafung abgefallener Bündner und in dem Bestreben, das Seereich als Herrschaftsinstrument auszubauen, kam es von athenischer Seite im Verlauf des Peloponnesischen Krieges vermehrt zu Gräueltaten und Übergriffen, wofür insbesondere das Beispiel der kleinen Ägäis-Insel Melos steht. Auch die Demokratie wurde zu Zwecken der Herrschaftsstabilisierung nach dem Muster Athens innerhalb des Seebunds verbreitet und als Mittel zum Erreichen politischer Ziele der Führungsmacht eingesetzt. 411 v. Chr. kam es wegen der durch den Krieg angespannten Situation in Athen selbst zu einem oligarchischen Verfassungsumsturz, der aber schon 410 v. Chr. rückgängig gemacht wurde – mit Hilfe des wieder zu Athen übergelaufenen Alkibiades.
Spartas neue Flotte unter dem fähigen Lysander bedrohte jedoch weiterhin Athens Lebensnerv. 406 v. Chr. siegten die Athener noch bei den Arginusen, doch unterlag die Flotte im folgenden Jahr in der Schlacht bei Aigospotamoi. Athen kapitulierte 404 v. Chr. vor Sparta, wurde aber nicht zerstört, da Sparta ein Gleichgewicht der Kräfte aufrechterhalten wollte. Korinth und Theben fühlten sich jedoch um die Erfüllung ihrer Kriegsziele betrogen und verfolgten nun eigene Ziele, auch und vor allem gegen Sparta.

#### Thebens Aufstieg und Kampf mit Sparta um die Hegemonie

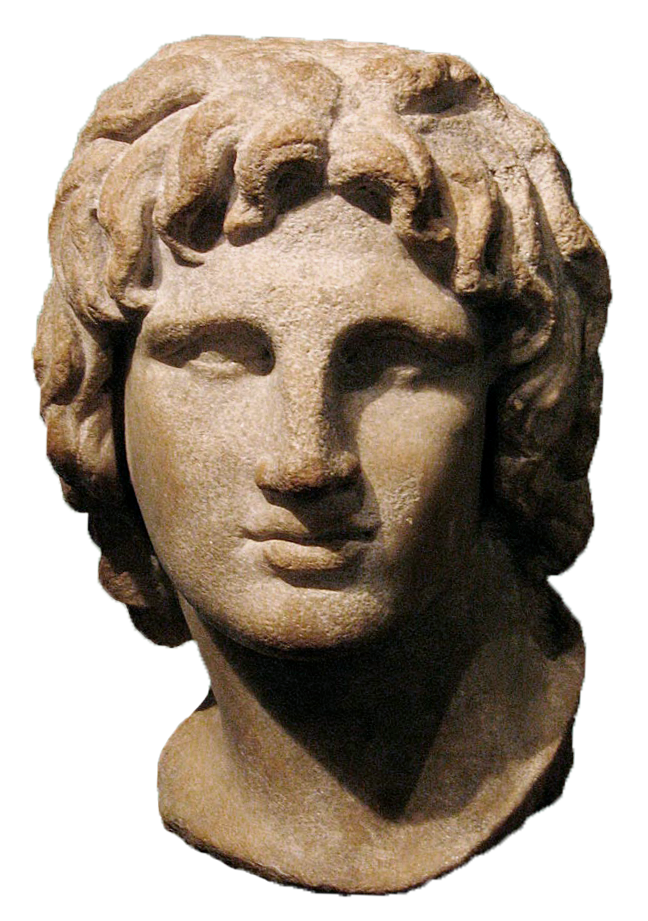
Büste Alexanders des Großen

Sparta konnte nach dem Sieg von 404 v. Chr. trotz einiger Anstrengungen die Führungsrolle Athens nicht übernehmen; dafür fehlten ihm sowohl die Ressourcen als auch der institutionelle Rahmen. Zudem kam es zwischen Sparta und Persien zum Krieg um Kleinasien (400–394 v. Chr.), da Sparta sich weigerte, die dortigen griechischen Städte den Persern auszuliefern, wie es der Vertrag von 412 v. Chr. vorgesehen hatte. Aber auch in Griechenland brachen die Kampfhandlungen nicht ab. Im Korinthischen Krieg (395–387 v. Chr.) kämpften Argos, Athen, Korinth und Theben gegen die Spartaner. 387/386 v. Chr. kam es schließlich zum sogenannten Königsfrieden, der in Wirklichkeit ein persischer Diktatfrieden war, der den Krieg im griechischen Mutterland aber wenigstens zu einem vorläufigen Ende brachte. Persien erhielt Kleinasien und Zypern, während Athen nur einige seiner alten Kleruchien behalten durfte. Alle anderen Poleis sollten autonom sein.
Auf dem Prinzip von Autonomie und Gleichberechtigung basierte die Idee der Koine Eirene, des Allgemeinen Friedens, die in den Folgejahren starke politische Wirkung entfaltete und neben dem Panhellenismus der prägende politische Gedanke dieser Zeit war. Am Ende scheiterte aber auch diese Friedensidee immer wieder an der Unmöglichkeit, sie ohne die Garantie einer starken Hegemonialmacht durchzusetzen. Der Königsfriede wird von einigen Forschern als erste Verwirklichung einer Koine Eirene angesehen.

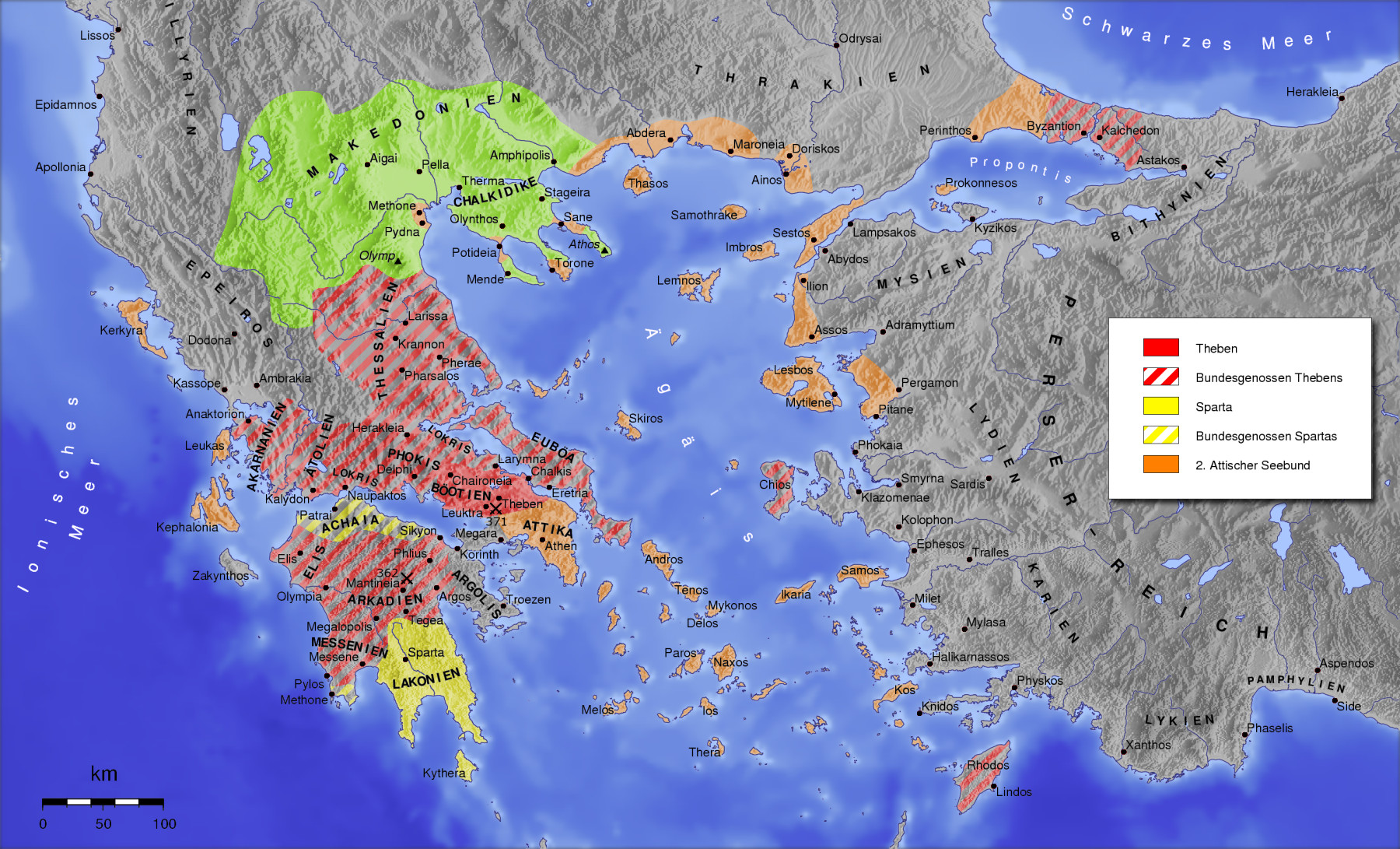
Griechenland zur Zeit der Hegemonie Thebens,
371–362 v. Chr.

Zum Wächter über den Königsfrieden warf sich zunächst Sparta auf, um seine eigene Position zu verteidigen. Es geriet aber zusehends in die Defensive. Athen, welches sich von der Niederlage im Peloponnesischen Krieg langsam erholt hatte, begründete 378/77 v. Chr. den Attischen Seebund neu, allerdings verkleinert und weniger von der athenischen Vormachtstellung geprägt. Tatsächlich waren aber sowohl Sparta als auch Athen über das Anwachsen der thebanischen Machtstellung besorgt und versuchten, den thebanischen Einfluss einzudämmen. Doch während sich die beiden alten Feinde annäherten, kam es 371 v. Chr. zur Schlacht von Leuktra, in welcher das spartanische Heer in offener Feldschlacht von den Thebanern vernichtend geschlagen wurde. Dies bedeutete das endgültige Ende der spartanischen Hegemonie. Auch der Höhenflug Thebens endete bereits nach wenigen Jahren, als 362 v. Chr. der wichtigste thebanische Stratege Epameinondas fiel. Sparta verlor jedoch Messenien und wurde somit zu einer Macht zweiten Ranges, zumal die dringend notwendigen inneren Reformen auch danach nicht verwirklicht wurden.
Auf Sizilien blühte währenddessen die reiche Polis Syrakus und erreichte eine quasi-hegemoniale Stellung unter Dionysios I. Im Laufe des 4. Jahrhunderts v. Chr. jedoch wurde Syrakus von schweren Bürgerkriegen heimgesucht. Bereits seit dem frühen 5. Jahrhundert lieferten sich Karthago und die sizilischen Griechen teils heftige Kämpfe (siehe oben), wobei sich beide Seiten in etwa die Waage hielten. Tatsächlich waren es gerade die Randgebiete – das sogenannte Dritte Griechenland abseits von Athen und Sparta –, die nach dem Peloponnesischen Krieg eine Blütezeit erlebten, wie eben Böotien mit Theben, aber auch Thessalien, Korinth und Megara, die sich vom Krieg erholten und vom Handel profitierten.

#### Aufstieg Makedoniens
Im Norden Griechenlands bestieg 359 v. Chr. Philipp II. den Thron von Makedonien. Ihm gelang es, den größten Nutzen aus den Vormachtkämpfen der griechischen Poleis zu ziehen. Die streitenden makedonischen Adelsfamilien vermochte er stärker als zuvor an das Königshaus zu binden. Vor allem aber schuf er ein stehendes und professionell geschultes Heer, wodurch Makedonien zur führenden Militärmacht in Griechenland wurde. In den 50er Jahren kämpfte er gegen die Phoker und erwarb 352 v. Chr. die Vorherrschaft in Thessalien. 343 v. Chr. folgte die Eroberung Thrakiens samt den dortigen Goldbergwerken, die den wirtschaftlichen Grundstock für den weiteren Machtzuwachs legten. Athen fühlte sich von der expansiven Politik Philipps ernsthaft bedroht. Vor allem Demosthenes versuchte die Athener davon zu überzeugen, dass Philipp sie unterjochen wollte, hatte zunächst jedoch keinen Erfolg. 340 v. Chr. kam es endlich zur Bildung eines Abwehrbundes, doch unterlag das Heer 338 v. Chr. bei Chaironeia dem Heer Philipps. Dieser gründete 337 v. Chr. den Korinthischen Bund, ließ sich zum Hegemon ernennen und wurde de facto zum Beherrscher Griechenlands. Seine Pläne zu einem Feldzug gegen Persien konnte er jedoch nicht mehr verwirklichen: Er wurde 336 v. Chr. ermordet.

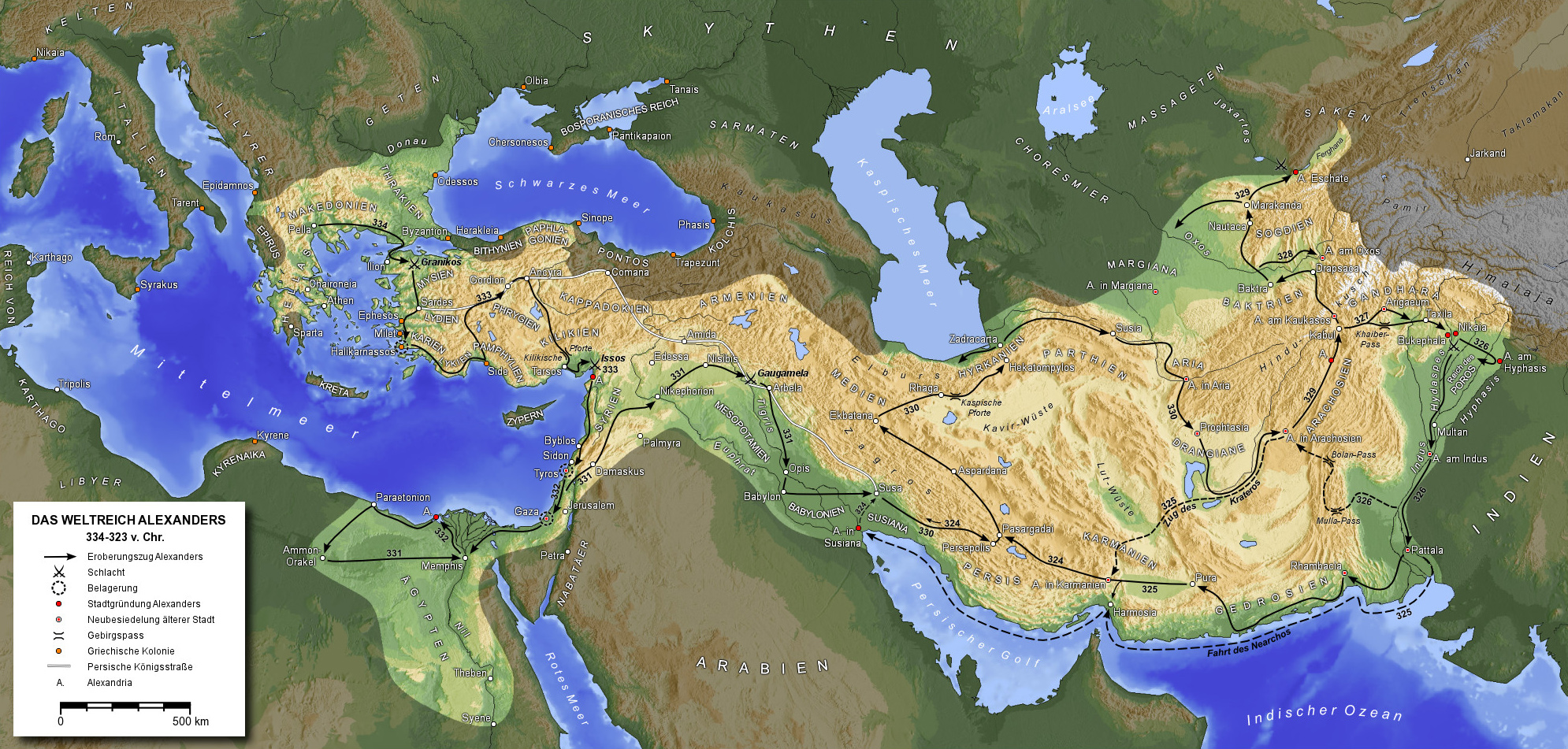
Der Feldzug Alexanders

Sein Sohn Alexander, später der Große genannt, setzte Philipps ehrgeizige Pläne jedoch in die Tat um: Er zwang die aufständischen griechischen Städte in die Knie und zerstörte Theben. Mit seinem legendären Alexanderzug (ab 334 v. Chr.) öffnete er zugleich den Griechen das Tor zu einer neuen Welt: Er besiegte die persischen Armeen und stieß bis nach Indien vor. Damit endete das klassische Zeitalter Griechenlands.

### Geschichtsschreibung
In der Zeit um 500 v. Chr. entwickelte sich die antike griechische Geschichtsschreibung. Impulse gingen sowohl von dem erweiterten geografischen Horizont als auch von der ionischen Philosophie aus. Hekataios von Milet, die sogenannten Logographen sowie die Historien Herodots stehen am Beginn der überaus reichen griechischen Geschichtsschreibung, die bedeutende Prosawerke hervorbrachte und thematisch äußerst vielfältig war. Herodot und Thukydides stellten den Maßstab dar, an dem sich viele folgende antike griechische Geschichtsschreiber bis in die ausgehende Spätantike orientierten. Die von diesen Autoren behandelten Bereiche der Historiographie reichten von der Universal- und Zeitgeschichte über spezialisierte Schriften (wie die Persika und Indika), historisch-geographischen Werken bis zu Lokalhistorien.
Allerdings ist ein Großteil der antiken Literatur und damit auch der griechischen Geschichtsschreibung verloren gegangen und oft nur in Zitaten und Auszügen erhalten (Die Fragmente der griechischen Historiker).

### Bildende Kunst und Architektur

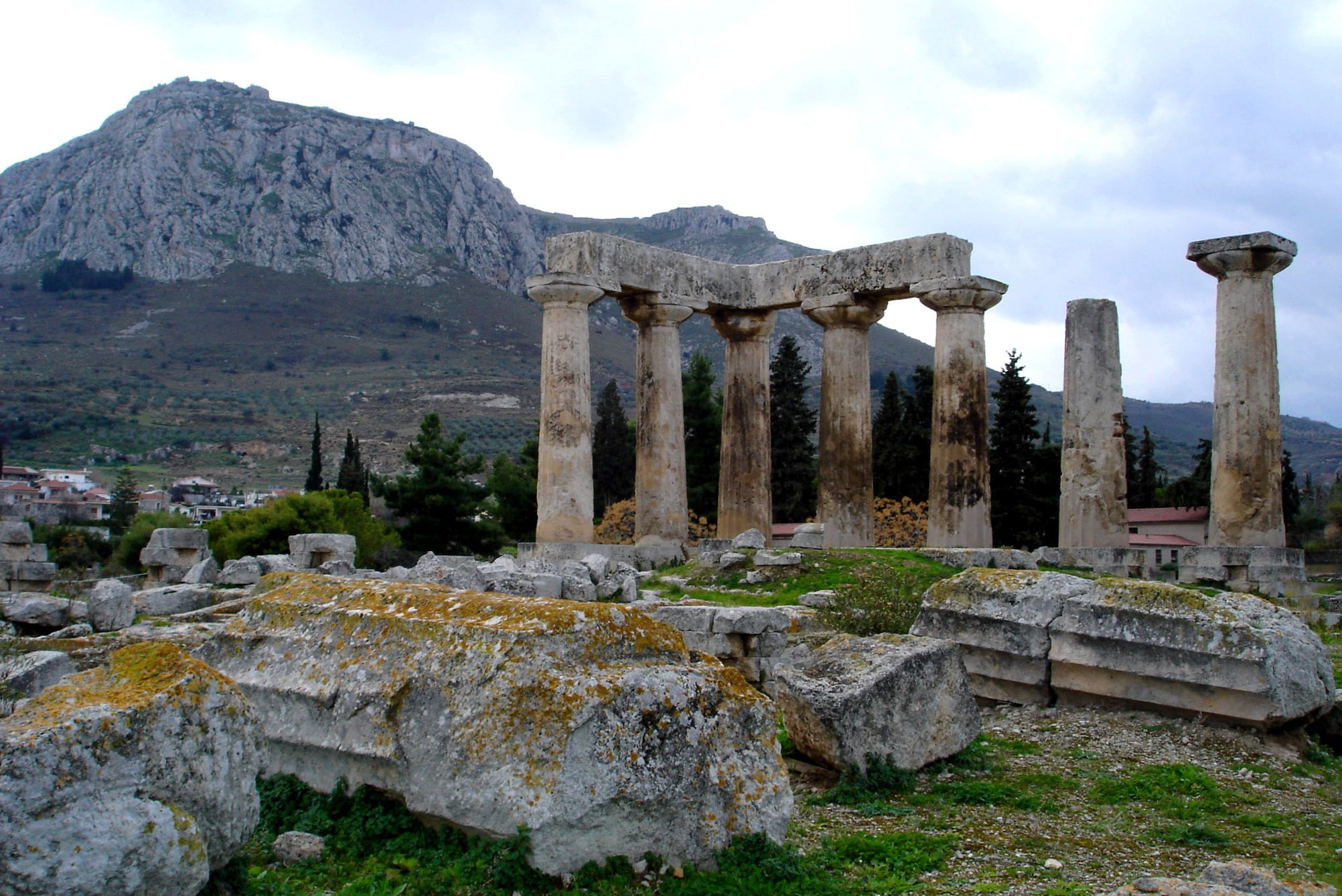
Überreste des Apollon-Tempels von Korinth

Bereits in der präarchaischen kykladischen Kunst des 3. Jahrtausends v. Chr. kam das Interesse an der Darstellung des menschlichen Körpers zum Ausdruck, das sich in der Kunst der Alten Griechen bei allem Formenwandel bis zur hellenistischen Plastik erhielt. Bildhauer und Maler der klassischen Periode regte das Studium der menschlichen Beschaffenheit zu realistischer Wiedergabe anatomischer Merkmale sowie von Altersunterschieden, Charaktereigenschaften und Stimmungslagen bei Menschen an. Architekten und Konstrukteure befassten sich mit Maßverhältnissen und Maßstäben, um Tempel und andere Bauten harmonisch zu proportionieren, um Plätze zu schaffen und den angemessenen Rahmen für Opferhandlungen und rituelle Begängnisse.
Im 7. Jahrhundert v. Chr. waren Einflüsse aus den Kulturen des Alten Orients für Griechenland sehr wichtig, wie der Begriff Orientalisierende Periode zeigt. Mit neuen Techniken zur Bearbeitung von Rohstoffen gingen neue Arten von plastischer Kunst, Architektur und Metallurgie einher. Äußere Einflüsse veränderten die Keramik, auf stilbildende Weise zunächst im für Kommunikation und Handel besonders günstig gelegenen isthmischen Korinth. Auch in der Architektur setzten sich neue Ideen zum Schutz sakraler Plätze bzw. von Göttern zunächst in der Umgebung Korinths durch, im Poseidonheiligtum von Isthmia. Frühe Beispiele dorischer Tempelanlagen finden sich im 6. Jahrhundert v. Chr. auf der Peloponnes mit dem Hera-Tempel von Olympia (um 590 v. Chr.) und dem Apollon-Tempel von Korinth (um 560 v. Chr.). Großtempel der ionischen Ordnung entstanden um 550 v. Chr. mit dem Apollonheiligtum von Didyma und um 530 v. Chr. mit dem Hera-Tempel auf Samos. Kouros und Kore waren die beiden rundplastischen Haupttypen der archaischen Epoche, in der sie von überlebensgroßen abstrakten Figuren zu Bildnissen mit menschlichen Proportionen und Ausmaßen entwickelt wurden. Während die Koren mit Gewändern versehen waren, blieben die Kouroi nackt – ein Alleinstellungsmerkmal der griechischen Kunst im Vergleich mit den benachbarten Kulturen.

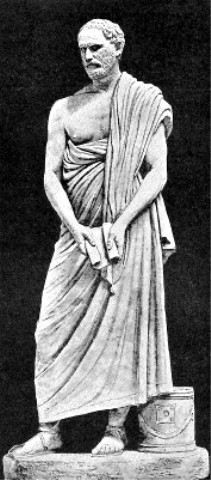
Demosthenes

In klassischer Zeit änderte man die Gewandung der Koren, deren Kleidung tiefere Falten erhielt, enger am Körper lag und die darunter liegenden Glieder erkennen ließ. Die Bildhauer präsentierten ein Ideal von Jugend und Schönheit, das in der Verschmelzung von Realem und Idealem auch den Göttern gefallen sollte. Die Bildhauerwerkstatt des Hagelades in Argos war laut Plinius dem Älteren die Ausbildungsstätte sowohl des Phidias als vermutlich auch des Polyklet. Eine beispiellose Konzentration berühmter Zeugnisse klassischer Architektur hat Athen aufzuweisen, wo nach Perserkriegen Macht und Mittel für ein ausgreifendes Bauprogramm zur Verfügung standen und genutzt wurden. Auf der Akropolis wurde anstelle des zerstörten Vorgängerbaus Mitte des 5. Jahrhunderts v. Chr. der Parthenon errichtet. Zwischen 437 und 432 v. Chr. entstanden die Propyläen. Der bereits 499 beauftragte Bau des Nike-Tempels wurde trotz des Peloponnesischen Krieges zwischen 430 und 420 v. Chr. realisiert; an dem 440 v. Chr. begonnenen Erechtheion hingegen wurde noch Ende des 5. Jahrhunderts v. Chr. intensiv gearbeitet. Auch der Marktbereich, die Athener Agora, wurde in der klassischen Periode um markante Bauten erweitert, darunter das Hephaistaion auf dem Markthügel (Kolonos Agoraios) zwischen 450 und 415 v. Chr., zwei Säulenhallen zwischen 430 und 420 v. Chr., die Stoa des Zeus sowie die Südstoa, und ein neues Buleuterion zwischen 415 und 406 v. Chr.
Die Alleinherrscher der hellenistischen Epoche setzten neue Akzente in Architektur und Kunst. Die Zentren der architektonischen Innovationen lagen nun außerhalb der bisherigen griechischen Metropolen. So bauten die Attaliden die Hauptstadt ihres Königreiches Pergamon zu einem repräsentativen Machtzentrum aus, das es an Gebäuden und Skulpturenschmuck mit Athen und Alexandria aufnahm. Bei der auf dem Burghügel gelegenen Oberstadt wurde der steile Hang dazu genutzt, um die Bauten wirkungsvoll in Szene zu setzen und die Aussicht von den einzelnen Anlagen über die Region zur Geltung zu bringen. In der hellenistischen Plastik wurden Ansätze von Bildhauern des 4. Jahrhunderts wie Praxiteles, Skopas und Lysipp fortgeführt, die neben größerem Realismus nach expressiven Porträtzügen strebten. Als erstes überliefertes Porträt in der griechischen Kunst, das auf individuelle Charakterzüge angelegt war, ist die posthume lebensnahe Statue des Demosthenes anzusehen, die als Werk des Polyeuktos auf der Athener Agora aufgestellt wurde.

## Griechenland in hellenistischer Zeit (336–30 v. Chr.)

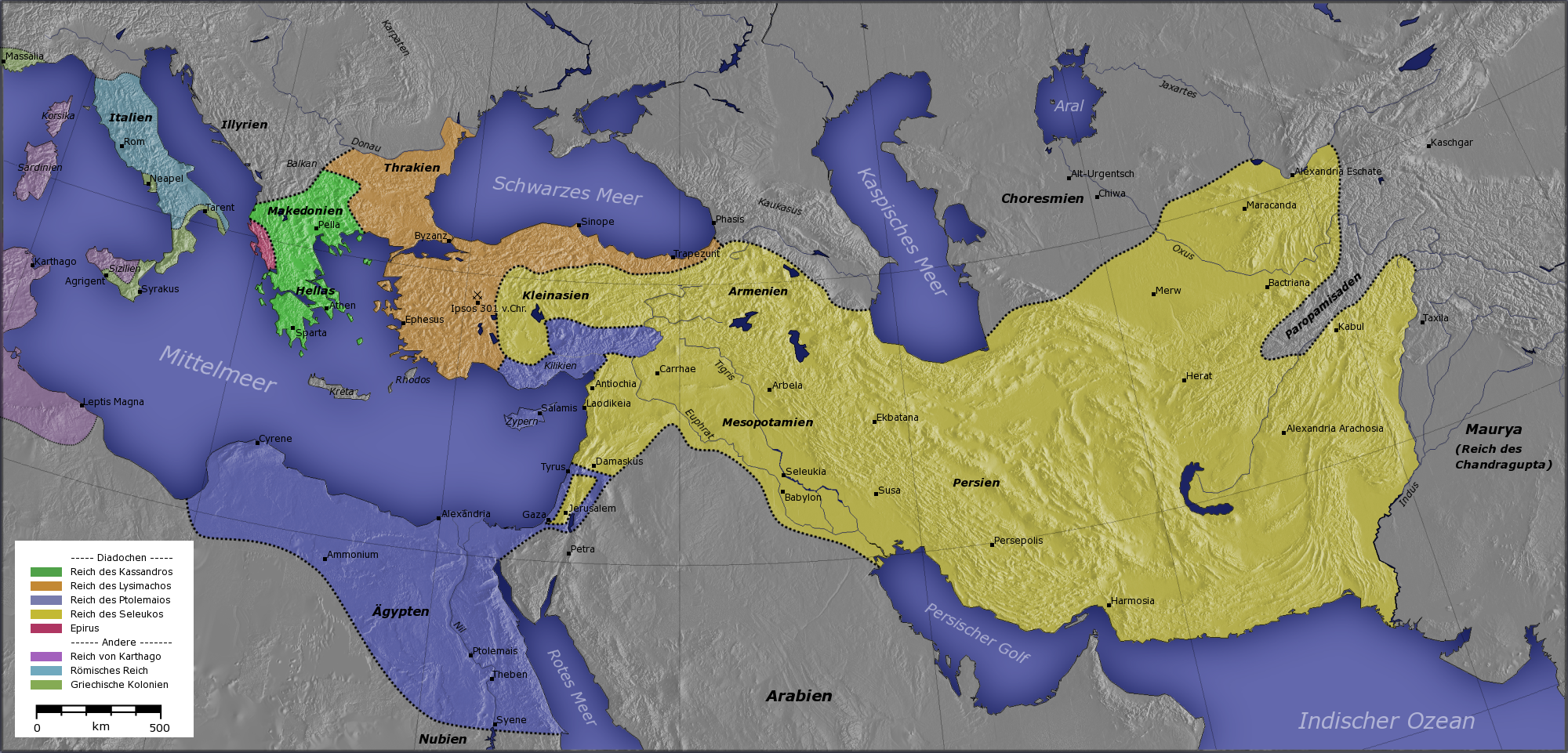
Die Diadochenreiche und ihre Nachbarn nach der Schlacht von Ipsos 301 v. Chr.

Mit dem Alexanderzug begann das Zeitalter des Hellenismus, in dem die griechischen Poleis gegenüber den hellenistischen Großreichen, die sich nach Alexanders Tod 323 v. Chr. bildeten (siehe auch Diadochen), sowie den sich formierenden Bundesstaaten (siehe etwa Achaiischer Bund) in politischer Hinsicht nur eine untergeordnete Rolle spielten, während die griechische Kultur sich bis nach Indien verbreitete.
Griechenland blieb das Schlachtfeld der hellenistischen Großmächte. Vor allem die Antigoniden versuchten, die alte makedonische Hegemonie zu erneuern. Athens Versuch, nach dem Tod Alexanders wieder eine Macht zu werden, scheiterte kläglich (Lamischer Krieg, 323–322 v. Chr.). An die Stelle einzelner Poleis traten als Machtfaktor die griechischen Bundesstaaten. Die beiden wichtigsten waren der Aitolische Bund und der Achaiische Bund. In kultureller Hinsicht verlagerte sich der Schwerpunkt mehr in den Osten, wo vor allem Alexandria in Ägypten, später auch Pergamon in Kleinasien eine bedeutende Rolle spielten (siehe auch Diadochen). Die Westgriechen gelangten derweil bereits im Verlauf des 3. Jahrhunderts unter römische Herrschaft.
Ob nach 300 – bedingt durch die Auswanderung von Griechen und Makedoniern und die Anwerbung griechischer und makedonischer Söldner durch die Diadochenreiche – eine teilweise Entvölkerung überbevölkerter Regionen Griechenlands, verbunden mit einem wirtschaftlichen Abschwung, einsetzte, die erst in der römischen Kaiserzeit zum Stillstand kam, ist in der neueren Forschung umstritten. Inzwischen haben archäologische Untersuchungen gezeigt, dass viele griechische Städte im Hellenismus eine ökonomische Blüte erlebten. Auch kulturell und künstlerisch war die Epoche, anders als früher angenommen, keineswegs eine Verfallszeit.
Infolge der Kämpfe zwischen den griechischen Klein- und Mittelmächten untereinander sowie mit und gegen Makedonien kam es zum Eingreifen des Römischen Reiches gegen Philipp V. von Makedonien. Im Zweiten Makedonisch-Römischen Krieg (200–197 v. Chr.) wurde Makedonien vernichtend geschlagen. 196 v. Chr. verkündete der römische General Titus Quinctius Flamininus die „Freiheit“ Griechenlands, Rom blieb aber faktisch Hegemonialmacht. Da die Lage weiterhin instabil war, sah sich Rom in der Folgezeit immer wieder gezwungen, insbesondere in Staseis zwischen griechischen „Romfreunden“ und „Romfeinden“ einzugreifen. Nach der Schlacht von Pydna 168 v. Chr. war Makedonien, welches unter König Perseus noch einmal versucht hatte, sich in Griechenland gegen Rom zu behaupten, als Machtfaktor ausgeschaltet. Rom engagierte sich nun dauerhaft in Griechenland. Dies führte nach der Zerstörung Korinths zur endgültigen Unterwerfung Griechenlands: 146 v. Chr. wurde die Provinz Macedonia eingerichtet, 133 v. Chr. die Provinz Asia, die die meisten kleinasiatischen Griechenstädte umfasste, und 27 v. Chr. wurde dann auch der größte Teil Zentral- und Südgriechenlands als Achaea direkter römischer Herrschaft unterworfen. In der Folge siedelten sich immer mehr Italiker in Griechenland und Kleinasien an, die dort wirtschaftliche Interessen verfolgten. Ein letztes Mal wurde die römische Herrschaft über die Hellenen um 88 v. Chr. durch König Mithridates VI. herausgefordert, doch blieb dies Episode.
Nachdem 133 v. Chr. das Reich von Pergamon durch Rom annektiert worden war, folgte 64/63 v. Chr. das Reich der Seleukiden in Syrien (welches aber bereits seit dem späten 2. Jahrhundert nur noch von regionaler Bedeutung gewesen war und seine reichsten Provinzen längst verloren hatte) und 30 v. Chr. schließlich die letzte hellenistische Macht, das Ägypten der Ptolemäer. Damit endete die Epoche des Hellenismus in politischer Hinsicht.

## Hellas als Teil des Römischen Reiches bis zum Ausgang der Antike
Die politische Geschichte des unabhängigen Griechenland war im Grunde seit 146 v. Chr., spätestens aber seit 27 v. Chr. für fast zwei Jahrtausende beendet; auf die römisch-byzantinische Herrschaft folgte die osmanische. Erst im 19. Jahrhundert wurde das Land wieder ein unabhängiger Staat (Königreich Griechenland). Die griechische Kultur lebte im Rahmen des Römischen Reiches fort und prägte seit dem 2. vorchristlichen Jahrhundert zunehmend auch die römische Zivilisation. Wirtschaftlich gedieh das Land während der langen, weitgehend ungestörten Friedenszeit in den ersten beiden Jahrhunderten n. Chr. (Pax Romana). Kaiser Nero (54–68 n. Chr.) war zudem ein großer Philhellene und gewährte Griechenland zahlreiche Privilegien, die seine Nachfolger aber wieder zurücknahmen. Auch Kaiser Hadrian förderte Hellas und ließ insbesondere Athen besondere Wohltaten angedeihen. Griechisch blieb derweil die lingua franca im gesamten östlichen Mittelmeerraum; und bis in die Spätantike war es für die Eliten Roms auch im Westen nahezu selbstverständlich, neben Latein auch Griechisch zu beherrschen. Die klassische griechische Bildung (paideia) blieb zumindest in der östlichen Reichshälfte auch nach dem Sieg des Christentums noch lange lebendig.
Die sogenannte Reichskrise des 3. Jahrhunderts betraf dann auch Griechenland, das insbesondere in den 260er Jahren unter Barbareneinfällen zu leiden hatte, sich aber wieder einigermaßen erholen konnte und zudem mit dem Neuplatonismus die letzte bedeutende philosophische Strömung der Antike hervorbrachte. Gerade Athen blieb bis ins 6. Jahrhundert nach Christus ein bedeutendes Zentrum antiker Bildung. Seit etwa 580 n. Chr. drangen dann slawische Völker in die oströmischen Balkanprovinzen ein; um 650 n. Chr. war Griechenland bis zur Peloponnes zu großen Teilen slawisch besiedelt und konnte erst im Frühmittelalter wieder für das griechischsprachige Byzantinische Reich zurückerobert werden. In Byzanz lebten die griechische Sprache und griechisches Denken, wiewohl christlich überformt, noch jahrhundertelang fort.
Die Eroberung der römischen Orientprovinzen durch Araber im Verlauf der islamischen Expansion (seit 636 n. Chr.) besiegelte das Ende der Antike, weil Ägypten und Syrien dem griechischen Sprach- und Kulturraum entzogen wurden. 698 n. Chr. wurde im gesamten Reich der Kalifen die griechische Amtssprache durch die arabische Sprache ersetzt. Allerdings zeigten sich die Eroberer offen für viele Errungenschaften der griechischen Zivilisation. Sie bewahrten einiges davon für die Nachwelt und vermittelten es später Spanien (muslimische Eroberung der Iberischen Halbinsel) und Sizilien (das sie 831 bis 1091 beherrschten).

## Rezeption und Nachwirkung
Die vielfältigen Fortwirkungen altgriechischer Sprache Kultur, Kunst und Politik verteilen sich auf den Zeitraum von der Abfassung der homerischen Epen bis zu den Denkschulen der Epikureer und Stoiker, auf staatspolitischer Ebene von der Entstehung der Poleis bis zu den Diadochenreichen in der Nachfolge Alexanders des Großen. Der Mythos der von Zeus entführten Europa, dem der Kontinent seinen Namen verdankt, steht zeichenhaft für eine Reihe von Wirkungslinien, die vor allem in die westliche Zivilisation eingegangen sind.
Mittels zweier Traditionsstränge sieht Thomas A. Szlezák die europäische Zivilisation von der altgriechischen Kultur beeinflusst: zum einen von den durch das Römische Reich und das lateinische Mittelalter vermittelten kulturellen Errungenschaften der Alten Griechen sowie zum anderen durch das, was im Zuge des gezielten kulturellen Zugriffs seit der Renaissance wiedergewonnen wurde. Vielfältige Rückbezüge auf Sprache, Kunst und Kultur des antiken Griechenlands waren auch für den Neuhumanismus und den Klassizismus kennzeichnend.
Erstmals in der athenischen Demokratie des 5. Jahrhunderts v. Chr., so Szlezák, sei der Begriff der Freiheit umfassend reflektiert worden, sowohl als außenpolitische wie als innenpolitische Freiheit. Die geistesgeschichtlichen Voraussetzungen des Freiheitsdenkens sieht Szlezák in der Selbstbehauptung des Individuums gegenüber dem Kollektiv, wie sie bereits mehrfach in der archaischen Lyrik auftauche und sich in Athen zu einem „Programm der individuellen Freiheit, verbunden mit Toleranz gegenüber der Freiheit des Anderen,“ verdichtet habe. Auch der altgriechische Wissenschafts- und Philosophiebegriff habe damit zu tun.
Der Althistoriker Werner Dahlheim bescheinigt den Alten Griechen eine spezifische welthistorische Rolle: „Sie erprobten im Raum der Politik die Möglichkeiten einer vom Willen der ganzen Bürgerschaft getragenen politischen Ordnung und durchmaßen im Raum der geistigen Auseinandersetzungen alle Regungen und Ausdrucksformen, deren der menschliche Geist fähig ist. Sie sind damit zum wesentlichen Ausgangspunkt und zugleich integralen Bestandteil der Geschichte Europas geworden.“

### Kulturelle Aspekte
Geerbt hat das moderne Europa von den Alten Griechen laut Szlezák auch die Neugier für Fremde, die stets deren Neugier für die Griechen bei weitem übertroffen habe. Die den Griechen seit dem 4. Jahrhundert v. Chr. vertraute Idee einer Universalgeschichte zeige dies ebenso wie die ethnographische Überlieferung. Die griechische Kultur habe früh eine Tendenz zum Überschreiten der eigenen Grenzen in sich getragen, auch in der religiösen Ausrichtung, wie unter anderem Herodots Herleitung griechischer Götter und Kulte aus Ägypten zeige. Mit der Erweiterung des kulturellen Bezugsrahmens über die eigene Polis hinaus auf andere Poleis und Völker bis hin zum ganzen Kosmos haben die Alten Griechen für Szlezák universalistisches Denken weit stärker vertreten als jede andere alte Hochkultur.
Ein polisübergreifendes religiöses Zentrum und ein Auskunftsort für alle Griechen war das Orakel von Delphi. Zu den in kultischem Rahmen abgehaltenen panhellenischen Spielen fanden sich am jeweiligen Veranstaltungsort Angehörige zahlreicher Poleis zum friedlichen Wettstreit ein. Teils waren die Spiele auch mit Musikwettbewerben verbunden, nicht jedoch in Olympia, wo solche Spiele zuerst ausgerichtet worden waren. Als reine Sportspiele mit wechselnden Austragungsorten sind die Olympischen Spiele in völkerverbindender Absicht Ende des 19. Jahrhunderts wieder aufgenommen worden und bilden seither die bekannteste Verknüpfung mit dem antiken Griechenland.

#### Schrift und Sprache
Gegenüber den Schriftkulturen in Ägypten, Mesopotamien und China, die jener der Alten Griechen vorausgingen und die zu kompliziert waren, um von der jeweiligen Bevölkerung mehrheitlich beherrscht zu werden, bot das griechische Alphabet als erste phonetische Schrift mit Konsonanten und Vokalen den Vorteil der leichteren Erlernbarkeit ohne jahrelange Schulung für breitere Bevölkerungskreise. Die unmittelbare Entsprechung zwischen gesprochener und geschriebener Sprache bewirkte beispielsweise in Athen die allgemeine Rezeption der öffentlich ausgestellten Solonischen Gesetze und die Durchführbarkeit des Ostrakismos, bei dem in der Volksversammlung der Name eines ins Exil zu Verbannenden auf einer Tonscherbe vermerkt war.
Mit ihrem betonten Anknüpfen an antike Vorbilder haben Renaissance und Humanismus sprachliche Übernahmen aus dem (Alt-)Griechischen in die europäische Moderne gefördert. Sei es der romanische, der slawische oder der germanische Sprachbereich: Durchgängig finden sich dieselben griechischen Wörter wieder. „Von Polen bis Portugal, von Skandinavien bis Sizilien wird ein und dieselbe griechische Wurzel verwendet, um Musik oder Philosophie zu bezeichnen; um Tyrannei zu geißeln und Demokratie zu bejahen; um weltweit die olympischen Spiele zu feiern.“ Was einst im hellenischen Kulturkreis entdeckt, erschlossen und benannt worden ist, zieht sich im gegenwärtigen Sprachgebrauch durch eine Vielzahl unterschiedlicher Bereiche, unter anderem von der Mathematik und Geologie, über die Pädagogik und Historiographie bis zu Poesie und Theater.

#### Epos und Drama
Die beiden dem Dichter Homer zugeschriebenen Epen Ilias und Odyssee bildeten für die Alten Griechen den literarischen Grundtext schlechthin, der die in den diversen Poleis getrennt voneinander lebenden Bürgerschaften sprachlich einte, weil der von Homer hauptsächlich gebrauchte ionische Dialekt auch dort verstanden wurde, wo man anders sprach. Als wegweisend erwies sich die literarische Qualität beider Versdichtungen, die zur Hochschätzung des Vollkommenen in der Kunst und zur Herausbildung einer Philosophie des Schönen und der ästhetischen Urteilskraft beitrugen. Ilias und Odyssee stehen laut Szlezák auch für eine bestimmte Erzähltechnik und „bildeten die Paradigmen der typisch westlich-europäischen Art, ein Geschehnis in der Dichtung zu gestalten, also die ‚Fabel‘ oder den ‚Plot‘ zu konstruieren.“ Seither sei die griechisch-europäische Tradition zudem darauf ausgerichtet, Werken von Rang eine ethisch hochstehende Orientierung abzuverlangen.
Die Entstehung einer neuen Form von Dichtung in den beiden Grundformen Tragödie und Komödie sieht Szlezák in geistesgeschichtlich einzigartiger Weise verbunden mit der gleichzeitigen Entstehung der Demokratie als Staatsform in Athen. Sowohl Tragödie als auch Komödie hätten, indem sie auch die demokratischen Verfahren der Polis reflektierten, zur Bildung einer politischen Öffentlichkeit beigetragen. „Beides, die Demokratie wie das Drama, bestimmen bis heute nicht nur unser politisches und literarisches Leben im engeren Sinn, sondern auch die Art und Weise, wie wir unsere Gegenwart wahrnehmen, unsere Vergangenheit deuten und unsere Zukunft antizipieren.“

#### Architektur und Bildhauerei
Der fortwirkende Einfluss der antiken griechischen Architektur und bildenden Künste auf die europäische Baukunst und auf die Abbildung des menschlichen Körpers reicht von der Renaissance bis ins 20. Jahrhundert. Bereits die Begüterten unter den alten Römern hatten mit dem Ankauf oder der Kopie griechischer Kunstwerke des 5. und 4. Jahrhunderts v. Chr. für deren Erhalt bzw. Überlieferung gesorgt und so auch diesbezüglich Voraussetzungen geschaffen, an die in der europäischen Neuzeit angeknüpft wurde. So wirkte beispielsweise die Wertschätzung des dorischen Stils als „reine Funktionalität“ im Einklang von Statik und Form in der avantgardistischen Architektur des frühen 20. Jahrhunderts nach.
Der dem antiken Griechenland verpflichtete Klassizismus und Neuhumanismus übten speziell in Deutschland einen nachhaltigen Einfluss auf das zeitgenössische Bildungsideal in Kunst und Literatur aus. Johann Joachim Winckelmann wurde zum Begründer der kunstorientierten klassischen Archäologie. Er lehrte zwischen griechischer und römischer Hinterlassenschaft bei der antiken Kunst zu unterscheiden und setzte mehrere Stilepochen der antiken griechischen Kunst an. Seine Formel von der zeitübergreifend mustergültigen „edlen Einfalt“ und „stillen Größe“ von Kunst und Kultur im antiken Griechenland prägte die Kunstauffassung vor allem in Deutschland nachhaltig, zumal prominente Geistesgrößen wie Gotthold Ephraim Lessing, Johann Gottfried Herder, Johann Wolfgang von Goethe, Friedrich Schiller und Wilhelm von Humboldt sich lobend über sein Wirken äußerten und letzterer in seiner Bildungsreform die Vermittlung des Antikenideals institutionalisierte.
Insbesondere Vertreter der auf Winckelmann basierenden klassischen Archäologie suchten unter den wechselnden historischen Rahmenbedingungen des 19. Und 20. Jahrhunderts eine Leitbildfunktion der altgriechischen Kunst zu erhalten und die diversen modernen Kunstrichtungen und -formen demgegenüber als minderwertig darzustellen. Zu einer politisch stark aufgeladenen Inanspruchnahme Winckelmanns kam es in der NS-Zeit, nachdem Hitler für die Kunstausrichtung des Regimes einen neuen Klassizismus propagiert hatte. Dem breiten Publikum präsentierte der Olympia-Film Leni Riefenstahls zu den Olympischen Spielen 1936 neben Sequenzen zu den Bauten der Athener Akropolis die NS-Körperideologie in Athletengestalt.

### Philosophie
Das vielfältige, auf mehrere Jahrhunderte verteilte Gesamtspektrum der antiken griechischen Philosophie hat nachhaltigen Einfluss auf die Entwicklung des philosophischen Denkens in diversen Epochen der europäischen Geistes- und westlichen Kulturgeschichte genommen. Zu den bis in die Gegenwart viel beobachteten, teils aufeinander aufbauenden und Bezug nehmenden altgriechischen Philosophen und Philosophieschulen gehören im 6. Jahrhundert v. Chr. die Vertreter der ionischen Naturphilosophie sowie weitere Vorsokratiker, im 5. Jahrhundert v. Chr. Platon und Aristoteles sowie am Übergang zum 3. Jahrhundert v. Chr. die Epikureer und Stoiker.
Mit Thales von Milet, der eine Sonnenfinsternis korrekt vorherzubestimmen in der Lage war, setzt eine Vorstellung der Weltentstehung ein, die ohne mythische Herleitung auskommt: Als Urstoff fungiert bei ihm Wasser. Von dem Sophisten Protagoras ist der Satz überliefert, wonach der Mensch das Maß aller Dinge sei. Gefolgert wird daraus unter anderem, dass die Wahrheit des Menschen so beschaffen ist, wie sie ihm erscheint. Die Entdeckung und Anerkennung der Relativität menschlicher Wertvorstellungen, so Szlezák, gehört zu den Errungenschaften des griechischen Geisteslebens im 5. Jahrhundert v. Chr. Das systematische Argumentieren Pro und Contra sei in der Sophistik aufgekommen. Pluralismus und Relativismus wiederum seien die „nicht hinterfragbaren Grundlagen des dominierenden politischen Glaubens der europäisch-amerikanischen Moderne.“
Für die Entfaltung des abendländisch-philosophischen Denkens über die Jahrhunderte bedeutsam aber waren laut Szlezák vor allem Platon und Aristoteles. Beide hätten die ihnen noch vorliegenden Werke der Vorsokratiker auf kreative Weise neu gedeutet und das metaphysische Denken entwickelt. Sie seien die einzigen Philosophen, die auf fast allen Teilgebieten der Philosophie Bahnbrechendes geleistet hätten. Mit der Metaphysik sei die Reflexion auf die „Gesamtheit unserer geistigen Bemühungen“ verbunden wie auch auf die Unterscheidung von Wissenschaft und Philosophie. „Kurzum, mit der Metaphysik entsteht auch die Wissenschaftstheorie, und mit ihr die formale Logik, deren Ausarbeitung Aristoteles als erstem gelingt.“

### Politisches Denken und Handeln
Der Entstehung des Politischen bei den Alten Griechen ist Christian Meier in dem Bewusstsein nachgegangen, dass diese – anders als beispielsweise alle neuzeitlichen politischen Denker und Akteure – sich das grundlegende begriffliche Instrumentarium zur Gestaltung und Erfassung politischer Konstellationen und Entwicklungen im historischen Geschehen überhaupt erst schaffen mussten. Im Falle Athens reichen die markanten Stationen von den Solonischen Reformen im Zeichen der Eunomie über die auf Isonomie zielenden Kleisthenischen Reformen bis zur Demokratie in klassischer Zeit.
Als „erste Zivilgesellschaft der Menschheit“ bezeichnet Szlezák Athen zur Zeit der entwickelten Demokratie. Viele Tausende von Bürgern seien sich ihrer fundamentalen Freiheits- und Bürgerrechte bewusst gewesen, etwa des Rechts auf freie Rede und der Klageerhebung, und hätten sie in der politischen Auseinandersetzung auch zur Geltung gebracht. Das Prinzip der Rechenschaftslegung von Amtsträgern gegenüber dem Volk habe ein vergleichsweise wirksames Kontrollinstrument dargestellt. Mit einem universalistischen und kosmopolitischen Geist sieht Szlezák das Athener Bildungswesen verbunden. Bereits für Isokrates habe die Bezeichnung Grieche mehr für ein Denken als für eine Abstammung gestanden. Grieche sei man eher durch die Teilhabe an attischer Bildung als durch Geburt. In diesem Sinne habe dann auch Goethe die Devise ausgegeben, jeder solle versuchen, auf seine Art ein Grieche zu sein.
Während in einem politischen System mit zentralisierter Herrschaft laut Josiah Ober die Macht von „Spezialisten im Herrschen“ ausgeübt wird, bildete die Hinwendung „zu kollektiver Selbstregierung durch Amateure“ eine wichtige Grundlage für die außergewöhnliche Wohlfahrt und historische Sonderstellung des klassisch-antiken Griechenlands. „Die historisch einmalige griechische Form von Bürgerschaft und politischer Ordnung und ihre Rolle bei der Förderung von Spezialisierung und ständiger Innovation durch die Einführung von Bürgerrechten, bei der Koordinierung einer zahlenmäßig starken Gruppe von Menschen, die gleichzeitig herrschten und beherrscht wurden, und bei freiem Informationsaustausch war der entscheidende Faktor, durch den sich die Blüte des klassischen Griechenland in der Geschichte der Vormoderne auszeichnet.“

### Geschichte und Historiographie
Unter dem Eindruck des mannigfaltigen Nachwirkungsspektrums der Alten Griechen wurde deren Geschichte im Urteil der Nachwelt nicht selten als höchst bedeutsam herausgestellt. Das gilt speziell für den Krieg der griechischen Poleis gegen die Perser in den Anfängen des 5. Jahrhunderts v. Chr., der unter anderem als Existenzkampf des Griechentums im Hinblick auf seine politischen und geistigen Entwicklungspotenziale angesehen wurde. So erklärte beispielsweise der Brite John Stuart Mill die Schlacht bei Marathon zu einem Ereignis auch der englischen Geschichte und in dieser für wichtiger als die Schlacht bei Hastings. Für Christian Meier wiederum bildet die Schlacht von Salamis „ein Nadelöhr, durch das die Geschichte hindurch mußte“, wenn in ihr statt großer, monarchisch regierter Reiche die in vielen selbständigen Poleis – oft unter weitgehender politischer Mitsprache breiter Schichten – lebenden alten Griechen eine wegweisende Rolle spielen sollten.
Mit ihren Werken haben Herodot und Thukydides laut Szlezák das kulturelle, historische und politische Bewusstsein Europas um Erfahrungen und Denkformen bis in die Gegenwart höchst wirksam bereichert. Herodot stehe für die ungewöhnliche Botschaft und Fähigkeit der Griechen zum Ernstnehmen und Verstehen des Fremden bzw. zu kultureller „Übersetzung“. Trotz novellistischer Buntheit und vieler Unzulänglichkeiten verdiene er den Titel „Vater der Geschichtsschreibung“ mit seiner Darstellung eines welthistorischen Geschehens aus breit streuendem Material, mit dem er die Vielfalt des Lebens erschließe. Herodot sei nicht nur der erste große historische Erzähler, sondern auch „der bis heute mit Abstand am vergnüglichsten zu lesende Geschichtsschreiber.“
Von Thykydides heißt es bei Dahlheim, dass er den Willen der Götter aus der Geschichte verbannte und stattdessen das Streben des Menschen nach Macht, Besitz und Geltung als bestimmende Wirkkräfte im historischen Geschehen ansetzte. Die Entdeckung der politischen Geschichte durch Thukydides markiere einen Erkenntnisfortschritt, wie er vergleichbar erst in den neuzeitlichen Schriften Macchiavellis wieder erreicht worden sei. Nicht von Moralismus und „Empörungslust“ sei die Geschichtsdarstellung des Thukydides geprägt, sondern von „kühler Distanziertheit, strikter Faktennähe, leidenschaftsloser Objektivität“, so Szlezák. „Mit diesen Mitteln schuf Thukydides ein Werk, das einerseits literarisch in Stil und Komposition höchste Meisterschaft erreicht, andererseits für Geschichtsschreibung und für illusionslose politische Analyse bis in die Neuzeit den Maßstab gesetzt hat.“

### Neuere Perspektiven
In Forschungs- und Wissenschaftsgeschichte sei der Einfluss des Alten Orients auf das antike Griechenland lange ignoriert, wenn nicht entschieden zurückgewiesen worden, findet Linda-Marie Günther. Unterdessen aber hätten alle altertumskundlichen Disziplinen die Bedeutung eines intensiven Kulturtransfers für wesentliche Entwicklungsprozesse der griechischen Antike erkannt. Nur in einem hoben sich die Alten Griechen laut Günther in vorklassischer Zeit von anderen älteren Kulturen ab: in der beständigen Pflege des Wettstreits untereinander, in der allgemein erwarteten Bereitschaft, sich mit anderen zu messen und so den bzw. die Besten zu ermitteln. Diese Wettbewerbsmentalität (Agonalität) habe eine soziale Mobilität mit Aufstiegschancen und Abstiegsrisiken mit sich gebracht, die der Alte Orient so nicht gekannt habe.
Als Vorläufer eines Sonderweges, den Europa im Vergleich mit anderen Kulturen eingeschlagen und über weite Strecken zurückgelegt habe, sieht Christian Meier die Alten Griechen. „Bei allen Übernahmen aus dem Orient: Sie haben sich der unendlich vielen Güter, die sie dort fanden, nur zu ihren eigenen, kühnen, waghalsigen Zwecken bedient. Im wesentlichen war es alles andere als eine Fortsetzung, sondern ein Neuanfang, den wir bei ihnen finden.“ Die von ihnen ins Werk gesetzte politische Revolution verdiene „neben den langgestreckten Revolutionen der Weltgeschichte“, der Neolithischen und der Industriellen, einen eigenen herausgehobenen Platz. Allerdings sei das nachhaltige Fortwirken altgriechischer Errungenschaften auch ein Verdienst der römischen Aristokratie, die sich davon im Zuge der Schaffung eines antiken Weltreiches habe faszinieren lassen. Die so entstandene griechisch-römische Kultur habe sich dann weit nach Westen ausgebreitet, sodass sie „in eine andere Sprache, in einen anderen Kontext übersetzt werden konnte, aus dem sie dann aber neue Kräfte zu ziehen vermochte.“
Auf die anhaltend starke Wirtschaftsleistung auch in nachklassischer Zeit führt Josiah Ober die „Unsterblichkeit“ des antiken Griechenlands zurück. „Hellas war groß aufgrund einer kulturellen Leistung, die durch dauerhaftes Wirtschaftswachstum getragen wurde. Dieses Wachstum wiederum wurde durch einen besonderen Politikstil ermöglicht.“ Statt in wirtschaftlichen und kulturellen Niedergang zu münden, folgte auf die klassische eine hellenistische Blüte. Viele griechische Poleis der hellenistischen Zeit „übernahmen prägende Institutionen und kulturelle Normen des klassischen Athen. Tatsächlich waren gegen Ende des 4. Jahrhunderts v. Chr. wohl mehr griechische Poleis Demokratien als je zuvor.“ Indem der politische Niedergang der großen, unabhängigen Stadtstaaten nicht zugleich das Ende von Hellas mit sich brachte, „hat sich das Andenken an die politische Ausnahmestellung Griechenlands als Teil des Welterbes erhalten“. Zwar seien Autokratie und absolute Herrschaft seitdem weit verbreitet geblieben; doch gebe es eben auch das Wissen um die Alternative – dass nämlich „ein glänzendes Zeitalter bürgerzentrierter Politik und hoher Kultur möglich ist.“